# Circuit masculin de l'ITF 2017
Pour un article plus général, voir Circuit masculin de l'ITF.
Navigation
Saison 2016 Saison 2018
Le circuit masculin de l'ITF 2017 est la saison 2017 du circuit de tennis masculin organisé par l'ITF. Il représente l'échelon le plus bas des circuits de tennis professionnels, après l'ATP World Tour et l'ATP Challenger Tour. Les tournois qui le composent sont communément appelés Futures ; ils sont dotés de 15 000 ou 25 000 $ et incluent ou non l'hébergement.

## Primes et dotations des tournois
Les tournois Futures distribuent des points pour le classement ATP.
| Catégorie du tournoi | V  | F  | DF | QF | T2 | T1 |
| -------------------- | -- | -- | -- | -- | -- | -- |
| Futures 25 000 $ +H  | 35 | 20 | 10 | 4  | 1  | 0  |
| Futures 25 000 $     | 27 | 15 | 8  | 3  | 1  | 0  |
| Futures 15 000 $     | 18 | 10 | 6  | 2  | 1  | 0  |

## Résultats

### Janvier
| Date       | Lieu du tournoi        | Surface             | Dotation | Vainqueur             | Finaliste              | Score           |
| ---------- | ---------------------- | ------------------- | -------- | --------------------- | ---------------------- | --------------- |
| 2 janvier  | F1, Los Angeles        | Dur                 | 25 000 $ | Mackenzie McDonald    | Carl Söderlund         | 6-4, 6-0        |
| 2 janvier  | F1, Hong Kong          | Dur                 | 15 000 $ | Bai Yan               | Takuto Niki            | 6-1, 6-4        |
| 9 janvier  | F2, Long Beach         | Dur                 | 25 000 $ | Marcos Giron          | Collin Altamirano      | 7-63, 6-1       |
| 9 janvier  | F1, Bagnoles-de-l'Orne | Terre battue (int.) | 15 000 $ | Maxime Hamou          | Constant Lestienne     | 3-6, 6-4, 6-3   |
| 9 janvier  | F1, Schwieberdingen    | Moquette (int.)     | 15 000 $ | Evgeny Karlovskiy     | Yaraslav Shyla         | 2-6, 6-4, 6-4   |
| 9 janvier  | F1, Hammamet           | Terre battue        | 15 000 $ | Attila Balázs         | Ivan Nedelko           | 6-3, 6-1        |
| 9 janvier  | F1, Antalya            | Dur                 | 15 000 $ | Kamil Majchrzak       | Liam Broady            | 5-7, 6-3, 6-3   |
| 9 janvier  | F3, Plantation         | Terre battue        | 15 000 $ | Roberto Cid Subervi   | Félix Auger-Aliassime  | 64-7, 7-63, 6-0 |
| 16 janvier | F1, Charm el-Cheikh    | Dur                 | 15 000 $ | Aldin Šetkić          | Karim-Mohamed Maamoun  | 6-3, 7-5        |
| 16 janvier | F2, Bressuire          | Dur (int.)          | 15 000 $ | Gleb Sakharov         | Grégoire Jacq          | 6-3, 6-3        |
| 16 janvier | F2, Kaarst             | Moquette (int.)     | 15 000 $ | Elmar Ejupović        | Oscar Otte             | 7-64, 63-7, 6-4 |
| 16 janvier | F1, Manacor            | Terre battue        | 15 000 $ | Jaume Munar           | Ricardo Ojeda Lara     | 6-3, 6-3        |
| 16 janvier | F2, Hammamet           | Terre battue        | 15 000 $ | João Domingues        | Gonçalo Oliveira       | 2-6, 6-4, 6-3   |
| 16 janvier | F2, Antalya            | Dur                 | 15 000 $ | Alexander Lazov       | Tallon Griekspoor      | 6-4, 2-6, 7-65  |
| 16 janvier | F4, Sunrise            | Terre battue        | 15 000 $ | Miomir Kecmanović     | Christian Lindell      | 6-2, 6-2        |
| 23 janvier | F3, Nussloch           | Moquette (int.)     | 25 000 $ | Mats Moraing          | Daniel Masur           | 7-65, 7-65      |
| 23 janvier | F1, Aktioubé           | Dur (int.)          | 25 000 $ | Václav Šafránek       | Vladyslav Manafov      | 7-65, 7-62      |
| 23 janvier | F2, Charm el-Cheikh    | Dur                 | 15 000 $ | Romain Barbosa        | Jules Okala            | 7-61, 6-4       |
| 23 janvier | F3, Veigy-Foncenex     | Moquette (int.)     | 15 000 $ | Hugo Grenier          | Clément Geens          | 6-3, 6-4        |
| 23 janvier | F2, Manacor            | Terre battue        | 15 000 $ | Ricardo Ojeda Lara    | Pedro Cachín           | 6-4, 6-3        |
| 23 janvier | F3, Hammamet           | Terre battue        | 15 000 $ | João Domingues        | Marco Bortolotti       | 6-4, 3-6, 6-1   |
| 23 janvier | F3, Antalya            | Dur                 | 15 000 $ | Cem İlkel             | Tallon Griekspoor      | 6-4, 1-0 ab.    |
| 23 janvier | F5, Weston             | Terre battue        | 15 000 $ | Hugo Dellien          | Dominik Köpfer         | 6-2, 7-5        |
| 30 janvier | F2, Aktioubé           | Dur (int.)          | 25 000 $ | Danilo Petrović       | Andriej Kapaś          | 6-1, 62-7, 6-3  |
| 30 janvier | F3, Charm el-Cheikh    | Dur                 | 15 000 $ | Karim-Mohamed Maamoun | Aldin Šetkić           | 6-2, 7-61       |
| 30 janvier | F1, Glasgow            | Dur (int.)          | 15 000 $ | Filip Horanský        | Hugo Grenier           | 6-2, 6-3        |
| 30 janvier | F3, Paguera            | Terre battue        | 15 000 $ | Stefano Travaglia     | Pedro Martínez Portero | 7-5, 6-1        |
| 30 janvier | F4, Hammamet           | Terre battue        | 15 000 $ | Marc Giner            | Kristijan Mesaroš      | 6-1, 6-1        |
| 30 janvier | F4, Antalya            | Dur                 | 15 000 $ | Milan Drinić          | Peter Kobelt           | 2-6, 6-4, 6-4   |
| 30 janvier | F6, Palm Coast         | Terre battue        | 15 000 $ | Tommy Paul            | Renta Tokuda           | 6-3, 4-6, 6-3   |

### Février
| Date       | Lieu du tournoi          | Surface         | Dotation | Vainqueur             | Finaliste               | Score           |
| ---------- | ------------------------ | --------------- | -------- | --------------------- | ----------------------- | --------------- |
| 6 février  | F1, Oberentfelden        | Moquette (int.) | 25 000 $ | Matteo Berrettini     | Laurent Lokoli          | 6-2, 6-4        |
| 6 février  | F4, Charm el-Cheikh      | Dur             | 15 000 $ | Jonas Luetjen         | Gleb Sakharov           | 7-63, 7-5       |
| 6 février  | F2, Tipton               | Dur (int.)      | 15 000 $ | Oscar Otte            | David Guez              | 7-5, 6-3        |
| 6 février  | F1, Jakarta              | Dur             | 15 000 $ | Chen Ti               | Sun Fajing              | 7-64, 6-3       |
| 6 février  | F4, Paguera (Majorque)   | Terre battue    | 15 000 $ | Jaume Munar           | Mario Vilella Martínez  | 3-6, 6-4, 6-1   |
| 6 février  | F5, Hammamet             | Terre battue    | 15 000 $ | Ljubomir Čelebić      | Marc Giner              | 6-3, 6-2        |
| 6 février  | F5, Antalya              | Dur             | 15 000 $ | Sebastian Ofner       | Michal Konečný          | 3-6, 6-1, 6-2   |
| 13 février | F2, Bellevue             | Moquette (int.) | 25 000 $ | Daniel Altmaier       | Tim Pütz                | 7-5, 7-65       |
| 13 février | F1, Anning               | Terre battue    | 15 000 $ | Jose Statham          | Marco Bortolotti        | 4-6, 6-2, 7-64  |
| 13 février | F5, Charm el-Cheikh      | Dur             | 15 000 $ | Karim-Mohamed Maamoun | Artem Smirnov           | 6-4, 6-2        |
| 13 février | F3, Shrewsbury           | Dur (int.)      | 15 000 $ | Oscar Otte            | Marcus Willis           | 7-5, 7-64       |
| 13 février | F1, Chandigarh           | Dur             | 15 000 $ | Yuki Bhambri          | N.Sriram Balaji         | 6-2, 6-2        |
| 13 février | F2, Jakarta              | Dur             | 15 000 $ | Sebastian Fanselow    | Dayne Kelly             | 6-3, 6-3        |
| 13 février | F5, Murcie               | Terre battue    | 15 000 $ | Ricardo Ojeda Lara    | Daniel Muñoz de la Nava | 63-7, 6-2, 7-63 |
| 13 février | F6, Hammamet             | Terre battue    | 15 000 $ | Tomislav Brkić        | Kristijan Mesaroš       | 6-1, 4-1 ab.    |
| 13 février | F6, Antalya              | Dur             | 15 000 $ | Marc Sieber           | Benjamin Lock           | 6-3, 7-65       |
| 13 février | F7, Orlando              | Terre battue    | 15 000 $ | Michael Linzer        | Facundo Argüello        | 6-3, 6-0        |
| 20 février | F2, Anning               | Terre battue    | 15 000 $ | Yang Tsung-hua        | Jose Statham            | 2-6, 6-4, 7-67  |
| 20 février | F6, Charm el-Cheikh      | Dur             | 15 000 $ | Benjamin Bonzi        | Patrik Néma             | 7-5, 7-64       |
| 20 février | F2, Jorhat               | Dur             | 15 000 $ | N.Sriram Balaji       | Vishnu Vardhan          | 6-2, 7-61       |
| 20 février | F3, Jakarta              | Dur             | 15 000 $ | Sebastian Fanselow    | Alexandre Müller        | 6-1, 6-3        |
| 20 février | F6, Cornellà             | Dur             | 15 000 $ | Roberto Ortega Olmedo | Oriol Roca Batalla      | 6-4, 6-3        |
| 20 février | F7, Hammamet             | Terre battue    | 15 000 $ | Stefano Travaglia     | Tomislav Brkić          | 67-7, 6-3, 6-3  |
| 20 février | F7, Antalya              | Dur             | 15 000 $ | Altuğ Çelikbilek      | Alexandar Lazov         | 4-6, 7-65, 6-4  |
| 20 février | F8, Indian Harbour Beach | Terre battue    | 15 000 $ | Andrea Collarini      | Corentin Denolly        | 7-5, 7-66       |
| 27 février | F1, Gatineau             | Dur (int.)      | 25 000 $ | Denis Shapovalov      | Gleb Sakharov           | 6-2, 6-4        |
| 27 février | F4, Lille                | Dur (int.)      | 25 000 $ | Mikael Ymer           | Botic van de Zandschulp | 6-2, 6-3        |
| 27 février | F2, Trente               | Moquette (int.) | 25 000 $ | Matteo Viola          | Yannick Jankovits       | 7-66, 6-0       |
| 27 février | F3, Anning               | Terre battue    | 15 000 $ | Wu Yibing             | Danilo Petrović         | 6-4, 7-66       |
| 27 février | F7, Charm el-Cheikh      | Dur             | 15 000 $ | Karim-Mohamed Maamoun | Alex Molčan             | 6-0, 6-3        |
| 27 février | F3, Guwahati             | Dur             | 15 000 $ | Sasi Kumar Mukund     | Sami Reinwein           | 6-3, 2-6, 6-4   |
| 27 février | F1, Vale Do Lobo         | Dur             | 15 000 $ | Ricardo Ojeda Lara    | João Monteiro           | 6-3, 6-1        |
| 27 février | F8, Hammamet             | Terre battue    | 15 000 $ | Miljan Zekić          | Tomislav Brkić          | 67-7, 6-3, 6-4  |
| 27 février | F8, Antalya              | Dur             | 15 000 $ | Dmitry Popko          | Anıl Yüksel             | 6-1, 6-2        |
| 27 février | F9, Orlando              | Terre battue    | 15 000 $ | Dominik Koepfer       | Tommy Paul              | 4-6, 6-3, 7-5   |

### Mars
| Date    | Lieu du tournoi              | Surface      | Dotation | Vainqueur             | Finaliste                  | Score           |
| ------- | ---------------------------- | ------------ | -------- | --------------------- | -------------------------- | --------------- |
| 6 mars  | F1, Mildura                  | Gazon        | 25 000 $ | Dayne Kelly           | Bradley Mousley            | 4-6, 6-4, 7-64  |
| 6 mars  | F2, Sherbrooke               | Dur (int.)   | 25 000 $ | Félix Auger-Aliassime | Gleb Sakharov              | 3-6, 6-3, 6-4   |
| 6 mars  | F1, Rovinj                   | Terre battue | 15 000 $ | Pere Riba             | Alexey Vatutin             | 6-3, 6-0        |
| 6 mars  | F8, Charm el-Cheikh          | Dur          | 15 000 $ | Aldin Šetkić          | Ugo Humbert                | 6-3, 6-4        |
| 6 mars  | F5, Toulouse                 | Dur (int.)   | 15 000 $ | David Guez            | Fabien Reboul              | 6-3, 6-4        |
| 6 mars  | F1, Héraklion                | Dur          | 15 000 $ | Michal Konečný        | Baptiste Crepatte          | 6-4, 4-6, 6-2   |
| 6 mars  | F4, Bhilai                   | Dur          | 15 000 $ | Prajnesh Gunneswaran  | N. Sriram Balaji           | 6-4, 6-2        |
| 6 mars  | F3, Basiglio                 | Dur (int.)   | 15 000 $ | Alessandro Bega       | Viktor Galović             | 3-6, 6-3, 6-4   |
| 6 mars  | F1, Nishitama                | Dur          | 15 000 $ | Yusuke Takahashi      | Takuto Niki                | 7-5, 6-3        |
| 6 mars  | F2, Faro                     | Dur          | 15 000 $ | Yannick Mertens       | Lucas Miedler              | 6-4, 6-2        |
| 6 mars  | F9, Hammamet                 | Terre battue | 15 000 $ | Oriol Roca Batalla    | Gonçalo Oliveira           | 6-1, 6-4        |
| 6 mars  | F9, Antalya                  | Terre battue | 15 000 $ | Jay Clarke            | Alexis Musialek            | 6-2, 6-4        |
| 13 mars | F2, Canberra                 | Terre battue | 25 000 $ | Marc Polmans          | Blake Mott                 | 7-62, 3-6, 6-4  |
| 13 mars | F10, Bakersfield             | Dur          | 25 000 $ | Dmitry Popko          | Kimmer Coppejans           | 6-3, 7-66       |
| 13 mars | F2, Poreč                    | Terre battue | 15 000 $ | Riccardo Bellotti     | Zdeněk Kolář               | 6-4, 6-3        |
| 13 mars | F9, Charm el-Cheikh          | Dur          | 15 000 $ | Nicolaas Scholtz      | Aldin Šetkić               | 7-65, 6-3       |
| 13 mars | F6, Poitiers                 | Dur (int.)   | 15 000 $ | Oscar Otte            | Rémi Boutillier            | 6-4, 6-4        |
| 13 mars | F2, Héraklion                | Dur          | 15 000 $ | Yaraslav Shyla        | Vít Kopřiva                | 6-3, 6-3        |
| 13 mars | F5, Bangalore                | Dur          | 15 000 $ | N. Sriram Balaji      | Prajnesh Gunneswaran       | 2-6, 6-3, 6-4   |
| 13 mars | F1, Ramat Ha-Sharon          | Dur          | 15 000 $ | Enzo Couacaud         | Edan Leshem                | 6-4, 6-4        |
| 13 mars | F4, Sondrio                  | Dur (int.)   | 15 000 $ | Petr Michnev          | Salvatore Caruso           | 7-63, 6-4       |
| 13 mars | F2, Nishitōkyō               | Dur          | 15 000 $ | Max Purcell           | Yusuke Takahashi           | 7-5, 7-68       |
| 13 mars | F3, Loulé                    | Dur          | 15 000 $ | Roberto Ortega Olmedo | João Domingues             | 6-2, 6-4        |
| 13 mars | F7, Javea                    | Terre battue | 15 000 $ | Pedro Cachín          | Bernabé Zapata Miralles    | 6-3, 6-3        |
| 13 mars | F10, Hammamet                | Terre battue | 15 000 $ | Oriol Roca Batalla    | Stefano Travaglia          | 7-63, 1-6, 6-0  |
| 13 mars | F10, Antalya                 | Terre battue | 15 000 $ | Václav Šafránek       | Pedro Sakamoto             | 6-3, 6-3        |
| 20 mars | F3, Canberra                 | Terre battue | 25 000 $ | Marc Polmans          | Maverick Banes             | 65-7, 7-61, 6-4 |
| 20 mars | F5, Santa Margherita Di Pula | Terre battue | 25 000 $ | Marco Cecchinato      | Andrea Basso               | 6-4, 6-1        |
| 20 mars | F11, Calabasas               | Dur          | 25 000 $ | Sebastian Fanselow    | Bradley Klahn              | 6-3, 6-2        |
| 20 mars | F1, Manama                   | Dur          | 15 000 $ | Tallon Griekspoor     | Michal Konečný             | 6-4, 6-4        |
| 20 mars | F3, Umag                     | Terre battue | 15 000 $ | Yannick Vandenbulcke  | Naoki Nakagawa             | 6-1, 6-2        |
| 20 mars | F10, Charm el-Cheikh         | Dur          | 15 000 $ | Karim-Mohamed Maamoun | Marek Gengel               | 6-4, 6-2        |
| 20 mars | F7, Villers-lès-Nancy        | Dur (int.)   | 15 000 $ | Maxime Tabatruong     | Albano Olivetti            | 4-6, 7-65, 6-4  |
| 20 mars | F3, Héraklion                | Dur          | 15 000 $ | Marek Jaloviec        | Marcelo Tomás Barrios Vera | 6-2, 7-5        |
| 20 mars | F6, Trivandrum               | Terre battue | 15 000 $ | Prajnesh Gunneswaran  | N. Sriram Balaji           | 7-5, 6-3        |
| 20 mars | F2, Ramat Ha-Sharon          | Dur          | 15 000 $ | Enzo Couacaud         | Edan Leshem                | 7-5, 6-1        |
| 20 mars | F3, Kōfu                     | Dur          | 15 000 $ | Takuto Niki           | Shane Vinsant              | 6-4, 4-0 ab.    |
| 20 mars | F8, Reus                     | Terre battue | 15 000 $ | Javier Martí          | Ivan Gakhov                | 6-3, 6-4        |
| 20 mars | F11, Hammamet                | Terre battue | 15 000 $ | Alexis Musialek       | Corentin Denolly           | 6-1, 7-5        |
| 20 mars | F11, Antalya                 | Terre battue | 15 000 $ | Marvin Netuschil      | Cem İlkel                  | 5-7, 7-5, 6-1   |
| 27 mars | F6, Santa Margherita Di Pula | Terre battue | 25 000 $ | Václav Šafránek       | Lorenzo Giustino           | 7-62, 67-7, 7-5 |
| 27 mars | F9, Madrid                   | Terre battue | 25 000 $ | Stefano Travaglia     | Yannick Maden              | 6-1, 6-2        |
| 27 mars | F2, Manama                   | Dur          | 15 000 $ | Mick Lescure          | Viktor Durasovic           | 7-5, 7-64       |
| 27 mars | F4, Opatija                  | Terre battue | 15 000 $ | Laslo Djere           | Zdeněk Kolář               | 7-5, 6-4        |
| 27 mars | F11, Charm el-Cheikh         | Dur          | 15 000 $ | Karim-Mohamed Maamoun | Marek Gengel               | 6-4, 3-6, 6-4   |
| 27 mars | F4, Héraklion                | Dur          | 15 000 $ | Lenny Hampel          | Andrés Artuñedo            | 6-2, 6-2        |
| 27 mars | F4, Jakarta                  | Dur          | 15 000 $ | Brydan Klein          | Christopher Rungkat        | 4-6, 6-2, 7-65  |
| 27 mars | F3, Tel Aviv-Jaffa           | Dur          | 15 000 $ | Edan Leshem           | Matías Franco Descotte     | 6-4, 6-1        |
| 27 mars | F4, Tsukuba                  | Dur          | 15 000 $ | Yusuke Takahashi      | Takuto Niki                | 6-2, 6-2        |
| 27 mars | F4, Lisbonne                 | Dur          | 15 000 $ | Hubert Hurkacz        | João Domingues             | 7-5, 6-1        |
| 27 mars | F12, Hammamet                | Terre battue | 15 000 $ | Pol Toledo Bagué      | Lamine Ouahab              | 2-6, 7-67, 6-3  |
| 27 mars | F12, Antalya                 | Terre battue | 15 000 $ | Ivan Nedelko          | Julien Cagnina             | 6-2, 2-6, 6-4   |

### Avril
| Date     | Lieu du tournoi                 | Surface             | Dotation | Vainqueur              | Finaliste              | Score           |
| -------- | ------------------------------- | ------------------- | -------- | ---------------------- | ---------------------- | --------------- |
| 3 avril  | F4, Luzhou                      | Dur                 | 25 000 $ | Li Zhe                 | Shuichi Sekiguchi      | 6-3, 6-0        |
| 3 avril  | F7, Santa Margherita Di Pula    | Terre battue        | 25 000 $ | Salvatore Caruso       | Andrea Collarini       | 7-5, 6-3        |
| 3 avril  | F10, Madrid                     | Terre battue        | 25 000 $ | Pedro Cachín           | Ivan Gakhov            | 6-3, 6-3        |
| 3 avril  | F12, Memphis                    | Dur                 | 25 000 $ | Jared Hiltzik          | Takanyi Garanganga     | 6-3, 6-3        |
| 3 avril  | F12, Charm el-Cheikh            | Dur                 | 15 000 $ | Filip Peliwo           | Aldin Šetkić           | 2-6, 6-3, 6-3   |
| 3 avril  | F5, Héraklion                   | Dur                 | 15 000 $ | Petr Michnev           | Benjamin Bonzi         | 6-2, 7-5        |
| 3 avril  | F5, Jakarta                     | Dur                 | 15 000 $ | Chen Ti                | Brydan Klein           | 3-6, 7-62, 6-3  |
| 3 avril  | F5, Kashiwa                     | Dur                 | 15 000 $ | Tatsuma Ito            | Masato Shiga           | 6-4, 6-2        |
| 3 avril  | F5, Quinta Da Marinha (Cascais) | Terre battue        | 15 000 $ | Gerard Granollers      | Makoto Ochi            | 6-1, 6-3        |
| 3 avril  | F1, Doha                        | Dur                 | 15 000 $ | Daniel Altmaier        | Antoine Escoffier      | 6-4, 6-3        |
| 3 avril  | F13, Hammamet                   | Terre battue        | 15 000 $ | Geoffrey Blancaneaux   | Cristian Carli         | 4-6, 6-3, 6-0   |
| 3 avril  | F13, Antalya                    | Terre battue        | 15 000 $ | Alexis Musialek        | Juan Pablo Varillas    | 6-3, 65-7, 7-61 |
| 10 avril | F5, Luzhou                      | Dur                 | 25 000 $ | Sun Fajing             | Bradley Mousley        | 7-62, 6-2       |
| 10 avril | F13, Little Rock                | Dur                 | 25 000 $ | Brayden Schnur         | Philip Bester          | 7-64, 6-1       |
| 10 avril | F13, Charm el-Cheikh            | Dur                 | 15 000 $ | Aldin Šetkić           | Gleb Sakharov          | 3-6, 6-2, 6-0   |
| 10 avril | F6, Jakarta                     | Dur                 | 15 000 $ | Chen Ti                | Max Purcell            | 6-3, 6-4        |
| 10 avril | F8, Santa Margherita Di Pula    | Terre battue        | 15 000 $ | Yannick Maden          | Andrea Collarini       | 2-6, 6-1, 6-3   |
| 10 avril | F3, Chimkent                    | Terre battue        | 15 000 $ | Mario Vilella Martínez | Zdeněk Kolář           | 6-4, 3-6, 6-0   |
| 10 avril | F6, Porto                       | Terre battue        | 15 000 $ | Daniel Dutra da Silva  | João Domingues         | 6-2, 3-6, 6-4   |
| 10 avril | F2, Doha                        | Dur                 | 15 000 $ | Antoine Escoffier      | Daniel Altmaier        | 6-2, 62-7, 6-4  |
| 10 avril | F14, Hammamet                   | Terre battue        | 15 000 $ | Christopher Heyman     | Jules Okala            | 6-4, 6-3        |
| 10 avril | F14, Antalya                    | Terre battue        | 15 000 $ | Marsel İlhan           | Mate Delić             | 6-2, 7-5        |
| 17 avril | F9, Santa Margherita Di Pula    | Terre battue        | 25 000 $ | Salvatore Caruso       | Guilherme Clezar       | 6-3, 6-3        |
| 17 avril | F1, Boukhara                    | Dur                 | 25 000 $ | Egor Gerasimov         | Dmitry Popko           | 6-1, 7-5        |
| 17 avril | F14, Charm el-Cheikh            | Dur                 | 15 000 $ | Filip Peliwo           | Issam Haitham Taweel   | 6-3, 6-3        |
| 17 avril | F8, La Grande-Motte             | Dur                 | 15 000 $ | David Guez             | Yanais Laurent         | 6-4, 7-5        |
| 17 avril | F4, Chimkent                    | Terre battue        | 15 000 $ | Danilo Petrović        | Zdeněk Kolář           | 7-63, 6-3       |
| 17 avril | F7, Carcavelos (Cascais)        | Terre battue        | 15 000 $ | João Domingues         | Maxime Chazal          | 6-3, 6-1        |
| 17 avril | F3, Doha                        | Dur                 | 15 000 $ | Lucas Miedler          | Jonas Merckx           | 6-3, 6-3        |
| 17 avril | F15, Hammamet                   | Terre battue        | 15 000 $ | Matteo Viola           | Hernán Casanova        | 6-4, 6-3        |
| 17 avril | F15, Antalya                    | Terre battue        | 15 000 $ | Martín Cuevas          | Mate Delić             | 4-6, 6-4, 6-1   |
| 17 avril | F14, Orange Park                | Terre battue        | 15 000 $ | Felipe Mantilla        | Calvin Hemery          | 6-2, 6-4        |
| 24 avril | F9, Angers                      | Terre battue (int.) | 25 000 $ | Gleb Sakharov          | Geoffrey Blancaneaux   | 6-4, 6-4        |
| 24 avril | F10, Santa Margherita Di Pula   | Terre battue        | 25 000 $ | Christian Lindell      | Lloyd Harris           | 6-4, 6-1        |
| 24 avril | F2, Karchi                      | Dur                 | 25 000 $ | Sanjar Fayziev         | Egor Gerasimov         | 7-64, 5-7, 7-65 |
| 24 avril | F15, Charm el-Cheikh            | Dur                 | 15 000 $ | Filip Peliwo           | Moez Echargui          | 6-3, 6-4        |
| 24 avril | F4, Ramat Gan                   | Dur                 | 15 000 $ | Edan Leshem            | Mats Moraing           | 6-3, 5-5 ab.    |
| 24 avril | F5, Chimkent                    | Terre battue        | 15 000 $ | Ivan Gakhov            | Mario Vilella Martínez | 6-3, 6-2        |
| 24 avril | F11, Majadahonda                | Terre battue        | 15 000 $ | Javier Martí           | Daniel Dutra da Silva  | 6-3, 6-0        |
| 24 avril | F16, Hammamet                   | Terre battue        | 15 000 $ | Pedro Martínez Portero | Lamine Ouahab          | 6-3, 6-3        |
| 24 avril | F16, Antalya                    | Terre battue        | 15 000 $ | Martín Cuevas          | Marsel İlhan           | 4-6, 6-4, 6-2   |
| 24 avril | F15, Vero Beach                 | Terre battue        | 15 000 $ | Calvin Hemery          | Sam Riffice            | 6-3, 6-1        |

### Mai
| Date    | Lieu du tournoi                 | Surface      | Dotation | Vainqueur                | Finaliste                   | Score             |
| ------- | ------------------------------- | ------------ | -------- | ------------------------ | --------------------------- | ----------------- |
| 1er mai | F1, Abuja                       | Dur          | 25 000 $ | Brayden Schnur           | Fabiano de Paula            | 7-62, 6-4         |
| 1er mai | F12, Lérida                     | Terre battue | 25 000 $ | Pedro Martínez Portero   | Gerard Granollers           | 6-3, 5-7, 6-4     |
| 1er mai | F10, Grasse                     | Terre battue | 15 000 $ | Corentin Moutet          | Alexandre Müller            | 6-4, 6-3          |
| 1er mai | F5, Acre                        | Dur          | 15 000 $ | David Guez               | Igor Smilansky              | 6-1, 6-2          |
| 1er mai | F11, Santa Margherita Di Pula   | Terre battue | 15 000 $ | Adrian Bodmer            | Marc Polmans                | 6-3, 6-2          |
| 1er mai | F2, Villahermosa                | Dur          | 15 000 $ | Kevin King               | Iván Endara                 | 7-5, 7-5          |
| 1er mai | F17, Hammamet                   | Terre battue | 15 000 $ | Benjamin Bonzi           | Juan Ignacio Galarza        | 64-7, 6-0, 6-1    |
| 1er mai | F17, Antalya                    | Terre battue | 15 000 $ | Dennis Novak             | Juan Pablo Varillas         | 6-2, 6-2          |
| 1er mai | F16, Tampa                      | Terre battue | 15 000 $ | Facundo Mena             | Kaichi Uchida               | 6-4, 64-7, 6-0    |
| 8 mai   | F12, Naples                     | Terre battue | 25 000 $ | Juan Pablo Ficovich      | Boy Westerhof               | 6-3, 6-4          |
| 8 mai   | F2, Abuja                       | Dur          | 25 000 $ | Pedja Krstin             | Calvin Hemery               | 6-2, 6-4          |
| 8 mai   | F1, Karlskrona                  | Terre battue | 25 000 $ | Jan Choinski             | Hugo Dellien                | 7-5, 4-6, 6-2     |
| 8 mai   | F1, Sozopol                     | Dur          | 15 000 $ | Albano Olivetti          | Dimitar Kuzmanov            | 6-4, 7-65         |
| 8 mai   | F6, Wuhan                       | Dur          | 15 000 $ | Wang Chuhan              | Wishaya Trongcharoenchaikul | 6-7, 6-4, 6-4     |
| 8 mai   | F1, Balatonalmádi               | Terre battue | 15 000 $ | Attila Balázs            | David Pichler               | 6-4, 6-4          |
| 8 mai   | F6, Acre                        | Dur          | 15 000 $ | Edan Leshem              | Ben Patael                  | 6-3, 6-3          |
| 8 mai   | F3, Córdoba                     | Dur          | 15 000 $ | Nicolaas Scholtz         | Iván Endara                 | 6-4, 6-3          |
| 8 mai   | F13, Valldoreix                 | Terre battue | 15 000 $ | Pedro Cachín             | Orlando Luz                 | 6-2, 6-1          |
| 8 mai   | F18, Hammamet                   | Terre battue | 15 000 $ | Michael Linzer           | Thomas Bréchemier           | 6-2, 6-3          |
| 8 mai   | F18, Antalya                    | Terre battue | 15 000 $ | Dennis Novak             | Marc Sieber                 | 6-4, 6-4          |
| 8 mai   | F1, Tcherkassy                  | Terre battue | 15 000 $ | Frederico Ferreira Silva | Artem Smirnov               | 6-1, 6-2          |
| 15 mai  | F7, Wuhan                       | Dur          | 25 000 $ | Dayne Kelly              | Marcos Giron                | 7-64, 7-66        |
| 15 mai  | F3, Abuja                       | Dur          | 25 000 $ | Calvin Hemery            | Christopher Díaz Figueroa   | 62-7, 6-3, 6-1    |
| 15 mai  | F2, Båstad                      | Terre battue | 25 000 $ | Hugo Dellien             | Yannick Vandenbulcke        | 6-4, 5-7, 6-2     |
| 15 mai  | F1, Prague                      | Terre battue | 15 000 $ | Julian Lenz              | Juraj Masár                 | 6-2, 6-3          |
| 15 mai  | F2, Zamárdi                     | Terre battue | 15 000 $ | Nicola Kuhn              | Attila Balázs               | 6-4, 6-0          |
| 15 mai  | F7, Herzliya                    | Dur          | 15 000 $ | Filip Peliwo             | Edan Leshem                 | 4-6, 6-1, 7-65    |
| 15 mai  | F13, Vigevano                   | Terre battue | 15 000 $ | Andrea Collarini         | Gianni Mina                 | 6-4, 6-1          |
| 15 mai  | F4, Monterrey                   | Dur          | 15 000 $ | Marcel Felder            | Manuel Sánchez              | 3-6, 6-4, 6-4     |
| 15 mai  | F1, Bucarest                    | Terre battue | 15 000 $ | Nicolae Frunză           | Sam Riffice                 | 6-3, 6-3          |
| 15 mai  | F14, Vic                        | Terre battue | 15 000 $ | Rafael Matos             | Pedro Cachín                | 4-6, 6-0, 1-0 ab. |
| 15 mai  | F19, Hammamet                   | Terre battue | 15 000 $ | Mariano Kestelboim       | Miguel Semmler              | 6-2, 6-1          |
| 15 mai  | F19, Antalya                    | Terre battue | 15 000 $ | Thomas Statzberger       | Sebastian Prechtel          | 6-4, 5-7, 6-2     |
| 15 mai  | F2, Tcherkassy                  | Terre battue | 15 000 $ | Riccardo Bonadio         | Carlos Boluda-Purkiss       | 6-3, 6-1          |
| 22 mai  | F8, Fuzhou                      | Dur          | 25 000 $ | Marcos Giron             | Alexander Sarkissian        | 7-5, 6-4          |
| 22 mai  | F2, Bacău                       | Terre battue | 25 000 $ | Goncalo Oliveira         | Sumit Nagal                 | 3-6, 6-3, 6-0     |
| 22 mai  | F1, Doboj                       | Terre battue | 15 000 $ | Fabrizio Ornago          | Nino Serdarušić             | 3-1 ab.           |
| 22 mai  | F2, Most                        | Terre battue | 15 000 $ | Julian Lenz              | Jan Mertl                   | 4-6, 6-2, 6-2     |
| 22 mai  | F3, Zalaegerszeg                | Terre battue | 15 000 $ | Pascal Meis              | Filip Horanský              | 6-3, 6-4          |
| 22 mai  | F8, Netanya                     | Dur          | 15 000 $ | Filip Peliwo             | Dekel Bar                   | 6-3, 7-5          |
| 22 mai  | F14, Frascati                   | Terre battue | 15 000 $ | Gonzalo Escobar          | Viktor Galović              | 6-1, 6-2          |
| 22 mai  | F1, Singapour                   | Dur          | 15 000 $ | Hiroyasu Ehara           | Dayne Kelly                 | 6-3, 6-3          |
| 22 mai  | F15, Santa Margarida de Montbui | Dur          | 15 000 $ | João Monteiro            | Jaume Munar                 | 7-65, 7-5         |
| 22 mai  | F20, Hammamet                   | Terre battue | 15 000 $ | André Gaspar Murta       | Mariano Kestelboim          | 6-3, 3-6, 6-4     |
| 22 mai  | F20, Antalya                    | Terre battue | 15 000 $ | Miomir Kecmanović        | Alessandro Petrone          | 6-0, 6-4          |
| 22 mai  | F3, Tcherkassy                  | Terre battue | 15 000 $ | Denys Mylokostov         | Carlos Boluda-Purkiss       | 6-1, 4-6, 6-1     |
| 29 mai  | F9, Luan                        | Dur          | 25 000 $ | Alexander Sarkissian     | Zhang Zhizhen               | 6-2, 6-1          |
| 29 mai  | F6, Karuizawa                   | Terre battue | 25 000 $ | Yusuke Takahashi         | Shintaro Imai               | 6-2, 6-2          |
| 29 mai  | F3, Andijan                     | Dur          | 25 000 $ | Sanjar Fayziev           | N.Sriram Balaji             | 6-3, 6-3          |
| 29 mai  | F3, Brčko                       | Terre battue | 15 000 $ | Tomislav Brkić           | Evan King                   | 7-67, 6-3         |
| 29 mai  | F3, Jablonec nad Nisou          | Terre battue | 15 000 $ | Bruno Sant'Anna          | Jan Mertl                   | 6-1, 6-4          |
| 29 mai  | F15, Reggio d'Émilie            | Terre battue | 15 000 $ | Yannick Maden            | Gianni Mina                 | 6-4, 4-6, 6-1     |
| 29 mai  | F1, Sangju                      | Dur          | 15 000 $ | Daniel Nguyen            | Hong Seong-chan             | 6-4, 5-7, 6-2     |
| 29 mai  | F2, Singapour                   | Dur          | 15 000 $ | Ramkumar Ramanathan      | Raymond Sarmiento           | 6-2, 6-2          |
| 29 mai  | F21, Hammamet                   | Terre battue | 15 000 $ | Cristian Rodríguez       | Elliot Benchétrit           | 7-5, 6-4          |
| 29 mai  | F21, Antalya                    | Terre battue | 15 000 $ | Julien Cagnina           | Miomir Kecmanović           | 6-3, 6-4          |

### Juin
| Date    | Lieu du tournoi      | Surface             | Dotation | Vainqueur                | Finaliste                   | Score              |
| ------- | -------------------- | ------------------- | -------- | ------------------------ | --------------------------- | ------------------ |
| 5 juin  | F16, Huelva          | Terre battue        | 25 000 $ | Attila Balázs            | Ricardo Ojeda Lara          | 6-3, 1-6, 7-5      |
| 5 juin  | F4, Namangan         | Dur                 | 25 000 $ | Dzmitry Zhyrmont         | Mikhail Fufygin             | 7-66, 6-3          |
| 5 juin  | F1, Villa del Dique  | Terre battue        | 15 000 $ | Tomás Lipovsek Puches    | Oscar José Gutierrez        | 6-2, 7-62          |
| 5 juin  | F3, Kiseljak         | Terre battue        | 15 000 $ | David Pichler            | Rrezart Cungu               | 3-6, 6-3, 6-4      |
| 5 juin  | F9, Kiryat Shmona    | Dur                 | 15 000 $ | David Guez               | Sam Barry                   | 7-5, 7-5           |
| 5 juin  | F16, Padoue          | Terre battue        | 15 000 $ | Andrea Collarini         | Orlando Luz                 | 6-4, 6-4           |
| 5 juin  | F7, Tokyo            | Dur                 | 15 000 $ | Yosuke Watanuki          | Kento Takeuchi              | 4-6, 6-1, 6-4      |
| 5 juin  | F2, Gimcheon         | Dur                 | 15 000 $ | Daniel Nguyen            | Lee Jea-moon                | 6-3, 6-4           |
| 5 juin  | F3, Singapour        | Dur                 | 15 000 $ | Ramkumar Ramanathan      | Nicholas Hu                 | 7-64, 6-2          |
| 5 juin  | F1, Hua Hin          | Dur                 | 15 000 $ | Jose Statham             | Finn Tearney                | 4-6, 6-1, 6-1      |
| 5 juin  | F22, Hammamet        | Terre battue        | 15 000 $ | Frederico Ferreira Silva | Fabiano de Paula            | 6-4, 6-4           |
| 5 juin  | F22, Istanbul        | Terre battue        | 15 000 $ | Hugo Dellien             | Mario Vilella Martínez      | 6-2, 1-6, 6-2      |
| 12 juin | F1, Taipei           | Dur                 | 25 000 $ | Daniel Nguyen            | Yosuke Watanuki             | 7-68, 6-1          |
| 12 juin | F4, Gyula            | Terre battue        | 25 000 $ | Constant Lestienne       | Facundo Mena                | 7-5, 6-4           |
| 12 juin | F23, Istanbul        | Terre battue        | 25 000 $ | Hugo Dellien             | Antoine Hoang               | 6-3, 6-2           |
| 12 juin | F17, Winston-Salem   | Dur                 | 25 000 $ | Christopher Eubanks      | Kevin King                  | 7-5, 2-6, 7-66     |
| 12 juin | F2, Córdoba          | Terre battue        | 15 000 $ | Hernán Casanova          | Juan Ignacio Galarza        | 7-5, 6-2           |
| 12 juin | F10, Kiryat Shmona   | Dur                 | 15 000 $ | Albano Olivetti          | David Guez                  | 6-3, 7-5           |
| 12 juin | F17, Bergame         | Terre battue        | 15 000 $ | Andrea Collarini         | Viktor Galović              | 6-2, 6-4           |
| 12 juin | F8, Akishima         | Moquette            | 15 000 $ | Sora Fukuda              | Yosuke Watanuki             | 6-2, 6-3           |
| 12 juin | F3, Gimcheon         | Dur                 | 15 000 $ | Kim Cheong-eui           | Lee Tae-woo                 | 7-66, 6-4          |
| 12 juin | F1, Sopot            | Terre battue        | 15 000 $ | Zdeněk Kolář             | Kamil Majchrzak             | 6-3, 6-2           |
| 12 juin | F3, Arad             | Terre battue        | 15 000 $ | Nicolae Frunză           | Petru-Alexandru Luncanu     | 6-3, 6-4           |
| 12 juin | F17, Martos          | Dur                 | 15 000 $ | Carlos Gómez-Herrera     | Juan Cruz Aragone           | 7-5, 4-6, 7-5      |
| 12 juin | F2, Hua Hin          | Dur                 | 15 000 $ | Chen Ti                  | Dayne Kelly                 | 6-3, 4-6, 6-4      |
| 12 juin | F23, Hammamet        | Terre battue        | 15 000 $ | Moez Echargui            | Eduard Esteve Lobato        | 7-62, 6-3          |
| 12 juin | F18, Buffalo         | Terre battue        | 15 000 $ | Alex Rybakov             | Naoki Nakagawa              | 4-6, 6-0, 6-1      |
| 12 juin | F1, Harare           | Dur                 | 15 000 $ | Nicolaas Scholtz         | Lucas Catarina              | 2-6, 6-3, 6-0      |
| 19 juin | F2, Taipei           | Dur                 | 25 000 $ | Yosuke Watanuki          | Yusuke Takahashi            | 6-2, 6-3           |
| 19 juin | F5, Dunakeszi        | Terre battue        | 25 000 $ | Gonçalo Oliveira         | Pedja Krstin                | 6-2, 6-2           |
| 19 juin | F8, Lisbonne         | Dur                 | 25 000 $ | João Monteiro            | Nuno Borges                 | 6-4, 1-6, 7-5      |
| 19 juin | F18, Palma del Río   | Dur                 | 25 000 $ | Matteo Viola             | Alejandro Davidovich Fokina | 7-60, 7-5          |
| 19 juin | F19, Winston-Salem   | Dur                 | 25 000 $ | Tommy Paul               | Christopher Eubanks         | 6-4, 6-4           |
| 19 juin | F3, Villa María      | Terre battue        | 15 000 $ | Facundo Argüello         | Juan Ignacio Galarza        | 6-2, 6-0           |
| 19 juin | F1, Havré            | Terre battue        | 15 000 $ | Miomir Kecmanović        | Christopher Heyman          | 6-4, 3-6, 6-2      |
| 19 juin | F4, Kaltenkirchen    | Terre battue        | 15 000 $ | Bernabé Zapata Miralles  | Nik Razboršek               | 6-4, 7-5           |
| 19 juin | F1, Tamuning         | Dur                 | 15 000 $ | Hiroyasu Ehara           | Takao Suzuki                | 7-64, 4-6, 6-3     |
| 19 juin | F1, Hong Kong        | Dur                 | 15 000 $ | He Yecong                | Yuki Mochizuki              | 6-2, 6-3           |
| 19 juin | F11, Herzliya        | Dur                 | 15 000 $ | Mor Bulis                | Fran Zvonimir Zgombić       | 6-3, 6-4           |
| 19 juin | F18, Sassuolo        | Terre battue        | 15 000 $ | Pietro Rondoni           | Adrian Obert                | 6-3, 6-1           |
| 19 juin | F4, Daegu            | Dur                 | 15 000 $ | Chung Hong               | Kim Cheong-eui              | 6-1, 6-3           |
| 19 juin | F1, Alkmaar          | Terre battue        | 15 000 $ | Thiemo de Bakker         | Maxime Chazal               | 6-3, 7-5           |
| 19 juin | F2, Gdynia           | Terre battue        | 15 000 $ | Markus Eriksson          | Robin Staněk                | 7-5, 6-1           |
| 19 juin | F4, Bucarest         | Terre battue        | 15 000 $ | Pedro Sakamoto           | Michiel de Krom             | 6-1, 6-3           |
| 19 juin | F1, Kazan            | Terre battue        | 15 000 $ | Evgeny Karlovskiy        | Alexander Igoshin           | 3-6, 6-3, 7-5      |
| 19 juin | F1, Colombo          | Terre battue        | 15 000 $ | Sumit Nagal              | Alexander Zhurbin           | 6-3, 6-2           |
| 19 juin | F3, Hua Hin          | Dur                 | 15 000 $ | Lý Hoàng Nam             | Yannick Jankovits           | 2-6, 7-65, 6-4     |
| 19 juin | F24, Hammamet        | Terre battue        | 15 000 $ | Sergio Gutiérrez Ferrol  | Lucas Miedler               | 7-5, 6-4           |
| 19 juin | F24, Istanbul        | Terre battue        | 15 000 $ | Dimitar Kuzmanov         | Marc Sieber                 | 6-3, 2-6, 6-1      |
| 19 juin | F20, Rochester       | Terre battue        | 15 000 $ | Mikael Torpegaard        | Samuel Monette              | 6-2, 6-4           |
| 19 juin | F2, Harare           | Dur                 | 15 000 $ | Benjamin Lock            | Baptiste Crepatte           | 6-3, 6-1           |
| 26 juin | F2, Arlon            | Terre battue        | 25 000 $ | Axel Michon              | Christopher Heyman          | 6-2, 2-6, 6-1      |
| 26 juin | F3, Kelowna          | Dur                 | 25 000 $ | Alexander Sarkissian     | Filip Peliwo                | 6-2, 6-4           |
| 26 juin | F13, Montauban       | Terre battue        | 25 000 $ | Fabien Reboul            | Christian Lindell           | 4-6, 6-4, 7-65     |
| 26 juin | F2, Bréda            | Terre battue        | 25 000 $ | Boy Westerhof            | Tobias Simon                | 6-4, 67-7, 7-5     |
| 26 juin | F19, Bakio           | Dur                 | 25 000 $ | Roberto Ortega Olmedo    | Alejandro Davidovich Fokina | 0-6, 6-2, 6-1      |
| 26 juin | F21, Tulsa           | Dur                 | 25 000 $ | Christian Harrison       | Tommy Paul                  | 3-6, 6-2, 6-1      |
| 26 juin | F18, Charm el-Cheikh | Dur                 | 15 000 $ | Youssef Hossam           | Thomas Bréchemier           | 6-1, 7-64          |
| 26 juin | F5, Kamen            | Terre battue        | 15 000 $ | Alexander Vasilenko      | Antoine Hoang               | 6-3, 6-3           |
| 26 juin | F2, Hong Kong        | Dur                 | 15 000 $ | Yuki Mochizuki           | Jacob Grills                | 7-5, 6-1           |
| 26 juin | F12, Tel Aviv-Jaffa  | Dur                 | 15 000 $ | Antoine Escoffier        | Hugo Grenier                | 64-7, 6-4, 4-2 ab. |
| 26 juin | F19, Basilicanova    | Terre battue        | 15 000 $ | Javier Martí             | Lenny Hampel                | 6-2, 7-5           |
| 26 juin | F5, Ansung           | Terre battue (int.) | 15 000 $ | Kim Young-seok           | Lee Tae-woo                 | 5-7, 6-4, 6-1      |
| 26 juin | F3, Mrągowo          | Terre battue        | 15 000 $ | Alexandre Müller         | Markus Eriksson             | 6-3, 0-6, 6-3      |
| 26 juin | F9, Setúbal          | Dur                 | 15 000 $ | Nuno Borges              | João Monteiro               | 6-3, 6-0           |
| 26 juin | F5, Curtea de Argeș  | Terre battue        | 15 000 $ | Vasile Antonescu         | Thomas Statzberger          | 2-6, 6-4, 6-1      |
| 26 juin | F2, Kazan            | Terre battue        | 15 000 $ | Evgeny Tyurnev           | Jorge Montero               | 6-1, 6-2           |
| 26 juin | F2, Colombo          | Terre battue        | 15 000 $ | Carlos Boluda-Purkiss    | Alessandro Petrone          | 3-6, 6-3, 7-62     |
| 26 juin | F22, Pittsburgh      | Terre battue        | 15 000 $ | Kaichi Uchida            | Nathan Pasha                | 3-6, 7-65, 6-4     |
| 26 juin | F3, Harare           | Dur                 | 15 000 $ | Nicolaas Scholtz         | Baptiste Crepatte           | 6-7, 6-3, 6-3      |

### Juillet
| Date       | Lieu du tournoi       | Surface      | Dotation | Vainqueur                       | Finaliste                  | Score              |
| ---------- | --------------------- | ------------ | -------- | ------------------------------- | -------------------------- | ------------------ |
| 3 juillet  | F4, Saskatoon         | Dur          | 25 000 $ | Filip Peliwo                    | Marcos Giron               | 7-67, 65-7, 6-1    |
| 3 juillet  | F11, Shenzhen         | Dur          | 25 000 $ | Zhang Zhizhen                   | Prajnesh Gunneswaran       | 2-6, 7-5, 5-0 ab.  |
| 3 juillet  | F14, Bourg-en-Bresse  | Terre battue | 25 000 $ | Geoffrey Blancaneaux            | Constant Lestienne         | 3-6, 6-2, 7-5      |
| 3 juillet  | F20, Getxo            | Terre battue | 25 000 $ | Bernabé Zapata Miralles         | Carlos Taberner            | 6-3, 3-6, 6-3      |
| 3 juillet  | F23, Wichita          | Dur          | 25 000 $ | Christian Harrison              | Michael Mmoh               | 1-6, 6-2, 7-5      |
| 3 juillet  | F1, Telfs             | Terre battue | 15 000 $ | Lenny Hampel                    | Pascal Brunner             | 4-6, 6-4, 6-3      |
| 3 juillet  | F3, Le Coq            | Terre battue | 15 000 $ | Julien Cagnina                  | Yannick Vandenbulcke       | 67-7, 7-62, 6-4    |
| 3 juillet  | F4, Ústí nad Orlicí   | Terre battue | 15 000 $ | Jonathan Mridha                 | Marek Jaloviec             | 6-3, 6-4           |
| 3 juillet  | F19, Charm el-Cheikh  | Dur          | 15 000 $ | Youssef Hossam                  | Marat Deviatiarov          | 6-3, 6-2           |
| 3 juillet  | F1, Telavi            | Terre battue | 15 000 $ | Guillermo Olaso                 | Kristian Lozan             | 3-6, 6-3, 6-3      |
| 3 juillet  | F6, Sarrelouis        | Terre battue | 15 000 $ | Tristan Meraut                  | Alexis Gautier             | 6-3, 6-4           |
| 3 juillet  | F3, Hong Kong         | Dur          | 15 000 $ | Shintaro Imai                   | Jacob Grills               | 7-66, 6-3          |
| 3 juillet  | F20, Albinea          | Terre battue | 15 000 $ | Andrea Collarini                | Filippo Leonardi           | 6-3, 6-3           |
| 3 juillet  | F3, Middelbourg       | Terre battue | 15 000 $ | Thiemo de Bakker                | Botic van de Zandschulp    | 6-3, 6-4           |
| 3 juillet  | F4, Mrągowo           | Terre battue | 15 000 $ | Alexei Popyrin                  | Laurynas Grigelis          | 6-3, 3-6, 6-3      |
| 3 juillet  | F10, Torres Vedras    | Dur          | 15 000 $ | Roberto Ortega Olmedo           | Frederico Ferreira Silva   | 6-3, 6-2           |
| 3 juillet  | F3, Kazan             | Dur          | 15 000 $ | Pavel Kotov                     | Yan Sabanin                | 6-2, 6-3           |
| 3 juillet  | F3, Colombo           | Terre battue | 15 000 $ | Sumit Nagal                     | Carlos Boluda-Purkiss      | 6-1, 6-1           |
| 10 juillet | F12, Shenzhen         | Dur          | 25 000 $ | Wang Chuhan                     | Wu Tung-lin                | 6-4, 7-65          |
| 10 juillet | F5, Pardubice         | Terre battue | 25 000 $ | Dennis Novak                    | Alex Molčan                | 7-63, 6-3          |
| 10 juillet | F15, Ajaccio          | Dur          | 25 000 $ | Edoardo Eremin                  | Albano Olivetti            | 6-2, 6-3           |
| 10 juillet | F21, Casinalbo        | Terre battue | 25 000 $ | Gianluca Mager                  | Andrea Collarini           | 4-6, 7-60, 6-2     |
| 10 juillet | F21, Gandia           | Terre battue | 25 000 $ | Bernabé Zapata Miralles         | Sergio Gutiérrez Ferrol    | 6-3, 5-7, 7-5      |
| 10 juillet | F2, Kramsach          | Terre battue | 15 000 $ | Daniel Brands                   | Jeremy Jahn                | 7-65, 6-1          |
| 10 juillet | F4, Lasne             | Terre battue | 15 000 $ | Corentin Denolly                | Juan Pablo Ficovich        | 6-3, 6-0           |
| 10 juillet | F20, Charm el-Cheikh  | Dur          | 15 000 $ | Mohamed Safwat                  | Lorenzo Frigerio           | 6-4, 7-5           |
| 10 juillet | F2, Telavi            | Terre battue | 15 000 $ | Tomislav Jotovski               | Guillermo Olaso            | 7-63, 67-7, 7-64   |
| 10 juillet | F7, Trèves            | Terre battue | 15 000 $ | Alexey Vatutin                  | Enrique López-Pérez        | 2-6, 6-4, 6-2      |
| 10 juillet | F4, Amstelveen        | Terre battue | 15 000 $ | Marko Tepavac                   | Gijs Brouwer               | 6-3, 6-3           |
| 10 juillet | F5, Mrągowo           | Terre battue | 15 000 $ | Zdeněk Kolář                    | Laurynas Grigelis          | 7-5, 1-0 ab.       |
| 10 juillet | F11, Póvoa de Varzim  | Dur          | 15 000 $ | Alex De Minaur                  | Frederico Ferreira Silva   | 6-1, 2-6, 6-4      |
| 10 juillet | F25, Istanbul         | Terre battue | 15 000 $ | Geoffrey Blancaneaux            | Martín Cuevas              | 7-5, 6-1           |
| 17 juillet | F13, Yinchuan         | Dur          | 25 000 $ | Sora Fukuda                     | Zhang Zhizhen              | 6-3, 7-5           |
| 17 juillet | F6, Brno              | Terre battue | 25 000 $ | Juan Pablo Ficovich             | Jan Mertl                  | 7-5, 6-4           |
| 17 juillet | F8, Cassel            | Terre battue | 25 000 $ | Jürgen Zopp                     | Jan Choinski               | 6-3, 6-2           |
| 17 juillet | F1, Dublin            | Moquette     | 25 000 $ | Tom Farquharson                 | Ryan James Storrie         | 6-4, 6-1           |
| 17 juillet | F22, Dénia            | Terre battue | 25 000 $ | Javier Barranco Cosano          | Juan Lizariturry           | 6-1, 6-4           |
| 17 juillet | F26, Istanbul         | Terre battue | 25 000 $ | Geoffrey Blancaneaux            | Bruno Sant'Anna            | 68-7, 6-4, 6-2     |
| 17 juillet | F24, Champaign        | Dur          | 25 000 $ | Dominik Köpfer                  | Jose Statham               | 65-7, 6-2, 7-5     |
| 17 juillet | F3, Wels              | Terre battue | 15 000 $ | Filip Horanský                  | Matthias Haim              | 6-3, 6-3           |
| 17 juillet | F5, Knokke            | Terre battue | 15 000 $ | Maxime Tabatruong               | Julien Dubail              | 5-0 ab.            |
| 17 juillet | F1, Valledupar        | Dur          | 15 000 $ | Daniel Elahi Galán              | Christopher Díaz Figueroa  | 6-3, 7-5           |
| 17 juillet | F21, Charm el-Cheikh  | Dur          | 15 000 $ | Lorenzo Frigerio                | Julian Cash                | 6-4, 6-3           |
| 17 juillet | F16, Uriage-les-Bains | Terre battue | 15 000 $ | Alexandre Müller                | Corentin Denolly           | 5-7, 7-61, 6-4     |
| 17 juillet | F3, Telavi            | Terre battue | 15 000 $ | Kirill Kivattsev                | Nerman Fatić               | 7-64, 7-66         |
| 17 juillet | F22, Gubbio           | Terre battue | 15 000 $ | Riccardo Bonadio                | Pietro Rondoni             | 6-3, 7-62          |
| 17 juillet | F1, Vilnius           | Terre battue | 15 000 $ | Ronald Slobodchikov             | Christian Hirschmüller     | 6-3, 7-64          |
| 17 juillet | F1, Tanger            | Terre battue | 15 000 $ | Juan Manuel Benítez Chavarriaga | Raleigh Smith              | 6-2, 7-62          |
| 17 juillet | F6, Mrągowo           | Terre battue | 15 000 $ | Adam Chadaj                     | Richard Gabb               | 6-1, 6-3           |
| 17 juillet | F12, Idanha-a-Nova    | Dur          | 15 000 $ | Lucas Catarina                  | David Pérez Sanz           | 6-4, 6-4           |
| 24 juillet | F14, Tianjin          | Dur          | 25 000 $ | Nikola Milojević                | Li Zhe                     | 6-4, 6-2           |
| 24 juillet | F17, Troyes           | Terre battue | 25 000 $ | Adelchi Virgili                 | Antoine Hoang              | 2-6, 6-4, 6-3      |
| 24 juillet | F2, Dublin            | Moquette     | 25 000 $ | Adrien Bossel                   | Peter Kobelt               | 3-6, 6-4, 7-67     |
| 24 juillet | F23, Pontedera        | Terre battue | 25 000 $ | Sumit Nagal                     | Andrea Basso               | 6-4, 6-4           |
| 24 juillet | F23, Xàtiva           | Terre battue | 25 000 $ | Javier Martí                    | Eduard Esteve Lobato       | 6-1, 6-4           |
| 24 juillet | F25, Champaign        | Dur          | 25 000 $ | Aleksandar Vukic                | Deiton Baughman            | 7-5, 4-6, 6-2      |
| 24 juillet | F4, Sankt Pölten      | Terre battue | 15 000 $ | Pascal Brunner                  | Felipe Martínez Sarrasague | 7-5, 6-1           |
| 24 juillet | F6, Duinbergen        | Terre battue | 15 000 $ | Julien Cagnina                  | Mats Moraing               | 6-0, 2-6, 7-5      |
| 24 juillet | F2, Manizales         | Terre battue | 15 000 $ | Facundo Argüello                | Daniel Elahi Galán         | 6-4, 5-7, 6-2      |
| 24 juillet | F22, Le Caire         | Terre battue | 15 000 $ | Youssef Hossam                  | Mazen Osama                | 7-65, 6-1          |
| 24 juillet | F1, Pärnu             | Terre battue | 15 000 $ | Jürgen Zopp                     | George von Massow          | 6-1, 6-3           |
| 24 juillet | F1, Skopje            | Terre battue | 15 000 $ | Maximilian Neuchrist            | Nino Serdarušić            | 6-3, 7-5           |
| 24 juillet | F2, Mohammédia        | Terre battue | 15 000 $ | Carlos Boluda-Purkiss           | Elliot Benchétrit          | 6-0, 6-4           |
| 24 juillet | F7, Mrągowo           | Terre battue | 15 000 $ | Paweł Ciaś                      | Olexiy Kolisnyk            | 4-6, 6-3, 6-2      |
| 24 juillet | F13, Idanha-a-Nova    | Dur          | 15 000 $ | Nuno Borges                     | Andrés Artuñedo            | 7-64, 6-4          |
| 24 juillet | F7, Cluj-Napoca       | Terre battue | 15 000 $ | Hernán Casanova                 | Alessandro Petrone         | 6-3, 6-4           |
| 24 juillet | F4, Kazan             | Terre battue | 15 000 $ | Pavel Kotov                     | Denis Yevseyev             | 7-65, 6-2          |
| 24 juillet | F1, Trnava            | Terre battue | 15 000 $ | Danylo Kalenichenko             | Artem Dubrivnyy            | 6-4, 3-6, 6-2      |
| 24 juillet | F27, Istanbul         | Terre battue | 15 000 $ | Guillermo Olaso                 | Martín Cuevas              | 6-4, 3-6, 6-4      |
| 31 juillet | F24, Bolzano          | Terre battue | 25 000 $ | Matthias Bachinger              | Andrea Basso               | 6-2, 6-4           |
| 31 juillet | F14, Porto            | Terre battue | 25 000 $ | João Monteiro                   | Javier Martí               | 6-2, 7-5           |
| 31 juillet | F8, Pitești           | Terre battue | 25 000 $ | Hernán Casanova                 | Adrian Ungur               | 7-61, 6-3          |
| 31 juillet | F28, Erzurum          | Dur          | 25 000 $ | Lucas Catarina                  | Anıl Yüksel                | 6-3, 6-3           |
| 31 juillet | F26, Decatur          | Dur          | 25 000 $ | Liam Caruana                    | Genaro Alberto Olivieri    | 7-64, 6-1          |
| 31 juillet | F5, Vogau             | Terre battue | 15 000 $ | Dennis Novak                    | Franco Agamenone           | 6-3, 6-2           |
| 31 juillet | F7, Bruxelles         | Terre battue | 15 000 $ | Yannick Vandenbulcke            | Paul Wörner                | 6-3, 6-4           |
| 31 juillet | F3, Pereira           | Terre battue | 15 000 $ | Facundo Argüello                | Mauricio Echazú            | 6-3, 6-2           |
| 31 juillet | F23, Le Caire         | Terre battue | 15 000 $ | Thomas Bréchemier               | Bernardo Saraiva           | 6-2, 6-4           |
| 31 juillet | F1, Kaarina           | Terre battue | 15 000 $ | Axel Michon                     | Jonathan Mridha            | 6-3, 4-6, 6-1      |
| 31 juillet | F2, Skopje            | Terre battue | 15 000 $ | Yang Tsung-hua                  | Nino Serdarušić            | 7-62, 4-6, 6-3     |
| 31 juillet | F9, Essen             | Terre battue | 15 000 $ | Jan Choinski                    | Daniel Dutra da Silva      | 6-4, 7-65          |
| 31 juillet | F1, Riga              | Terre battue | 15 000 $ | Scott Griekspoor                | Denis Klok                 | 6-3, 6-2           |
| 31 juillet | F3, Casablanca        | Terre battue | 15 000 $ | Carlos Boluda-Purkiss           | Jonathan Kanar             | 63-7, 6-4, 4-1 ab. |
| 31 juillet | F8, Mrągowo           | Terre battue | 15 000 $ | Maciej Rajski                   | Paweł Ciaś                 | 65-7, 7-5, 6-3     |
| 31 juillet | F5, Kazan             | Terre battue | 15 000 $ | Denis Yevseyev                  | Dmitry Mnushkin            | 6-4, 6-3           |
| 31 juillet | F2, Piešťany          | Terre battue | 15 000 $ | Grégoire Jacq                   | Lukáš Klein                | 6-4, 3-6, 6-3      |
| 31 juillet | F4, Nonthaburi        | Dur          | 15 000 $ | Lee Kuan-yi                     | Sora Fukuda                | 6-3, 4-0 ab.       |

### Août
| Date    | Lieu du tournoi        | Surface      | Dotation | Vainqueur               | Finaliste                   | Score           |
| ------- | ---------------------- | ------------ | -------- | ----------------------- | --------------------------- | --------------- |
| 7 août  | F25, Cornaiano         | Terre battue | 25 000 $ | Mohamed Safwat          | Tomislav Brkić              | 6-4, 6-3        |
| 7 août  | F27, Edwardsville      | Dur          | 25 000 $ | Gustav Hansson          | Or Ram-Harel                | 6-1, 6-2        |
| 7 août  | F6, Innsbruck          | Terre battue | 15 000 $ | Dennis Novak            | Bruno Sant'Anna             | 6-3, 6-2        |
| 7 août  | F1, Minsk              | Dur          | 15 000 $ | Marsel İlhan            | Jonathan Gray               | 6-1, 6-2        |
| 7 août  | F8, Eupen              | Terre battue | 15 000 $ | Antoine Hoang           | Yannick Vandenbulcke        | 6-3, 6-1        |
| 7 août  | F2, Hyvinkää           | Terre battue | 15 000 $ | Julien Cagnina          | Jürgen Zopp                 | 0-6, 7-5, 6-0   |
| 7 août  | F10, Wetzlar           | Terre battue | 15 000 $ | Jan Choinski            | Elmar Ejupović              | 7-5, 7-61       |
| 7 août  | F15, Caldas da Rainha  | Terre battue | 15 000 $ | Sergio Gutiérrez Ferrol | João Monteiro               | 6-4, 6-0        |
| 7 août  | F9, Bucarest           | Terre battue | 15 000 $ | Hugo Dellien            | Dragoș Dima                 | 6-2, 6-4        |
| 7 août  | F6, Moscou             | Terre battue | 15 000 $ | Ivan Gakhov             | Artur Shakhnubaryan         | 6-3, 6-3        |
| 7 août  | F1, Novi Sad           | Terre battue | 15 000 $ | Nino Serdarušić         | Antonio Massara             | 6-1, 6-4        |
| 7 août  | F3, Bratislava         | Terre battue | 15 000 $ | Filip Horanský          | Lukáš Klein                 | 6-4, 6-4        |
| 7 août  | F5, Nonthaburi         | Dur          | 15 000 $ | Sho Katayama            | Lee Kuan-yi                 | 7-67, 4-6, 6-3  |
| 7 août  | F29, Mersin            | Terre battue | 15 000 $ | Yang Tsung-hua          | Thomas Bréchemier           | 6-1, 6-0        |
| 14 août | F9, Bydgoszcz          | Terre battue | 25 000 $ | Mats Moraing            | Aleksandar Vukic            | 6-2, 7-5        |
| 14 août | F2, Minsk              | Dur          | 15 000 $ | Marsel İlhan            | Dzmitry Zhyrmont            | 6-3, 6-3        |
| 14 août | F9, Coxyde             | Terre battue | 15 000 $ | Julien Cagnina          | Antoine Hoang               | 7-5, 3-6, 7-63  |
| 14 août | F3, Helsinki           | Terre battue | 15 000 $ | Jürgen Zopp             | Filippo Baldi               | 6-4, 6-0        |
| 14 août | F11, Karlsruhe         | Terre battue | 15 000 $ | Jan Choinski            | Máté Valkusz                | 6-2, 6-4        |
| 14 août | F5, Oldenzaal          | Terre battue | 15 000 $ | Scott Griekspoor        | Botic van de Zandschulp     | 6-4, 6-1        |
| 14 août | F16, Sintra            | Dur          | 15 000 $ | David Pérez Sanz        | Jonathan Kanar              | 7-5, 7-5        |
| 14 août | F10, Bucarest          | Terre battue | 15 000 $ | Pietro Licciardi        | Florent Diep                | 3-6, 6-4, 6-1   |
| 14 août | F7, Moscou             | Terre battue | 15 000 $ | Evgeny Karlovskiy       | Mikhail Elgin               | 6-2, 4-0 ab.    |
| 14 août | F2, Novi Sad           | Terre battue | 15 000 $ | Tomislav Brkić          | Nino Serdarušić             | 6-2, 65-7, 6-3  |
| 14 août | F25, Vigo              | Terre battue | 15 000 $ | Marc Giner              | Rafael Matos                | 6-2, 4-6, 7-66  |
| 14 août | F3, Collonge-Bellerive | Terre battue | 15 000 $ | Filip Horanský          | Alexandar Lazov             | 6-2, 6-0        |
| 14 août | F6, Nonthaburi         | Dur          | 15 000 $ | Jacob Grills            | Vijay Sundar Prashanth      | 7-64, 7-5       |
| 14 août | F30, Istanbul          | Terre battue | 15 000 $ | Alessandro Bega         | Yang Tsung-hua              | 7-63, 3-6, 7-5  |
| 21 août | F10, Poznań            | Terre battue | 25 000 $ | Mats Moraing            | Zdeněk Kolář                | 7-65, 6-4       |
| 21 août | F26, Santander         | Terre battue | 25 000 $ | Pedro Martínez          | Marc Giner                  | 6-3, 6-2        |
| 21 août | F31, Istanbul          | Terre battue | 25 000 $ | Patricio Heras          | Ivan Nedelko                | 3-6, 6-1, 6-4   |
| 21 août | F4, Rosario            | Terre battue | 15 000 $ | Hernán Casanova         | Nicolas Santos              | 6-2, 6-2        |
| 21 août | F3, Minsk              | Dur          | 15 000 $ | Dzmitry Zhyrmont        | Hugo Grenier                | 7-64, 6-2       |
| 21 août | F10, Lambermont        | Terre battue | 15 000 $ | Julien Cagnina          | Clément Geens               | 6-1, 63-7, 6-3  |
| 21 août | F12, Überlingen        | Terre battue | 15 000 $ | Adrian Bodmer           | Louis Wessels               | 7-65, 6-3       |
| 21 août | F6, Budapest           | Terre battue | 15 000 $ | Enrique López-Pérez     | Zsombor Piros               | 6-3, 6-0        |
| 21 août | F26, Coni              | Terre battue | 15 000 $ | Cristian Carli          | Andrea Basso                | 2-6, 7-65, 7-64 |
| 21 août | F6, Rotterdam          | Terre battue | 15 000 $ | Thiemo de Bakker        | Gijs Brouwer                | 6-2, 6-3        |
| 21 août | F17, Sintra            | Dur          | 15 000 $ | João Monteiro           | Frederico Gil               | 7-63, 6-2       |
| 21 août | F11, Chitila           | Terre battue | 15 000 $ | Dragoș Dima             | Bogdan Borza                | 7-5, 6-3        |
| 21 août | F3, Subotica           | Terre battue | 15 000 $ | Dennis Novak            | Gian Marco Moroni           | 6-3, 64-7, 6-2  |
| 21 août | F4, Neuchâtel          | Terre battue | 15 000 $ | Tim Pütz                | Hiroyasu Ehara              | 6-2, 6-2        |
| 28 août | F5, Calgary            | Dur          | 25 000 $ | Ulises Blanch           | Filip Peliwo                | 6-4, ab.        |
| 28 août | F27, Saint-Sébastien   | Terre battue | 25 000 $ | Eduard Esteve Lobato    | Alejandro Davidovich Fokina | 5-7, 6-0, 6-1   |
| 28 août | F5, Neuquén            | Terre battue | 15 000 $ | Hernán Casanova         | Facundo Argüello            | 3-6, 6-4, 6-1   |
| 28 août | F11, Damme             | Terre battue | 15 000 $ | Jeroen Vanneste         | Louis Wessels               | 5-7, 6-3, 6-3   |
| 28 août | F7, Kecskemét          | Terre battue | 15 000 $ | Markus Eriksson         | Zsombor Piros               | 4-6, 6-4, 6-3   |
| 28 août | F27, Piombino          | Dur          | 15 000 $ | Oliver Golding          | Davide Galoppini            | 7-63, 6-3       |
| 28 août | F7, Schoonhoven        | Terre battue | 15 000 $ | Gibril Diarra           | Jelle Sels                  | 6-3, 3-6, 6-3   |
| 28 août | F11, Koszalin          | Terre battue | 15 000 $ | Paweł Ciaś              | Marcin Gawron               | 6-4, 6-3        |
| 28 août | F18, Sintra            | Dur          | 15 000 $ | Frederico Gil           | Pablo Vivero González       | 6-3, 6-2        |
| 28 août | F12, Brașov            | Terre battue | 15 000 $ | Laurynas Grigelis       | Franco Agamenone            | 6-2, 6-2        |
| 28 août | F4, Zlatibor           | Terre battue | 15 000 $ | Nino Serdarušić         | Manuel Peña López           | 6-3, 6-2        |
| 28 août | F5, Sion               | Terre battue | 15 000 $ | Hiroyasu Ehara          | Marc-Andrea Hüsler          | 4-6, 6-4, 6-2   |
| 28 août | F32, Antalya           | Terre battue | 15 000 $ | Javier Martí            | Renta Tokuda                | 7-65, 6-2       |
| 28 août | F4, Kiev               | Terre battue | 15 000 $ | Roman Khassanov         | Artem Smirnov               | 6-4, 6-2        |

### Septembre
| Date         | Lieu du tournoi               | Surface             | Dotation | Vainqueur               | Finaliste                | Score           |
| ------------ | ----------------------------- | ------------------- | -------- | ----------------------- | ------------------------ | --------------- |
| 4 septembre  | F6, Toronto                   | Terre battue        | 25 000 $ | Kevin King              | Roberto Cid Subervi      | 6-1, 6-2        |
| 4 septembre  | F18, Bagnères-de-Bigorre      | Dur                 | 25 000 $ | Ugo Humbert             | Edward Corrie            | 7-5, 2-6, 7-64  |
| 4 septembre  | F28, Trieste                  | Terre battue        | 25 000 $ | Tomislav Brkić          | Adelchi Virgili          | 7-62, 4-6, 7-66 |
| 4 septembre  | F28, Oviedo                   | Terre battue        | 25 000 $ | João Menezes            | Eduard Esteve Lobato     | 6-3, 6-4        |
| 4 septembre  | F6, Buenos Aires              | Terre battue        | 15 000 $ | Daniel Dutra da Silva   | Facundo Argüello         | 6-3, 7-64       |
| 4 septembre  | F12, Middelkerke              | Terre battue        | 15 000 $ | Marvin Netuschil        | Benjamin Hassan          | 4-6, 6-4, 6-2   |
| 4 septembre  | F24, Le Caire                 | Terre battue        | 15 000 $ | Youssef Hossam          | Fabrizio Ornago          | 67-7, 6-4, 6-2  |
| 4 septembre  | F8, Székesfehérvár            | Terre battue        | 15 000 $ | Enrique López-Pérez     | Zdeněk Kolář             | 6-1, 6-1        |
| 4 septembre  | F7, Chennai                   | Terre battue        | 15 000 $ | Sumit Nagal             | Colin van Beem           | 6-3, 6-0        |
| 4 septembre  | F5, Novi Sad                  | Terre battue        | 15 000 $ | Nino Serdarušić         | Domagoj Bilješko         | 6-2, 6-2        |
| 4 septembre  | F25, Hammamet                 | Terre battue        | 15 000 $ | Elliot Benchetrit       | Rudolf Molleker          | 6-4, 2-0 ab.    |
| 4 septembre  | F33, Antalya                  | Terre battue        | 15 000 $ | Marsel İlhan            | Bastian Trinker          | 4-6, 6-1, 6-4   |
| 4 septembre  | F5, Krementchouk              | Terre battue        | 15 000 $ | Ivan Nedelko            | Yan Sabanin              | 6-0, 6-0        |
| 11 septembre | F7, Toronto                   | Dur                 | 25 000 $ | Kaichi Uchida           | Dennis Nevolo            | 7-66, 3-6, 6-1  |
| 11 septembre | F19, Mulhouse                 | Dur (int.)          | 25 000 $ | Niels Desein            | Edward Corrie            | 6-3, 4-6, 6-3   |
| 11 septembre | F29, Santa Margherita Di Pula | Terre battue        | 25 000 $ | Federico Gaio           | Jay Clarke               | 6-2, 7-5        |
| 11 septembre | F29, Séville                  | Terre battue        | 25 000 $ | Daniel Muñoz de la Nava | Pedro Cachín             | 7-65, 6-2       |
| 11 septembre | F7, Buenos Aires              | Terre battue        | 15 000 $ | Martín Cuevas           | Daniel Dutra da Silva    | 6-4, 7-64       |
| 11 septembre | F25, Le Caire                 | Terre battue        | 15 000 $ | Johan Tatlot            | Youssef Hossam           | 6-4, 6-4        |
| 11 septembre | F4, Nottingham                | Dur                 | 15 000 $ | Lloyd Glasspool         | Oliver Golding           | 5-7, 6-4, 6-4   |
| 11 septembre | F8, Chennai                   | Dur                 | 15 000 $ | Sasi Kumar Mukund       | Colin van Beem           | 4-6, 6-3, 6-3   |
| 11 septembre | F26, Hammamet                 | Terre battue        | 15 000 $ | Elliot Benchetrit       | Luca Giacomini           | 6-4, 6-2        |
| 11 septembre | F34, Antalya                  | Terre battue        | 15 000 $ | Patricio Heras          | Omar Giacalone           | 6-1, 6-2        |
| 11 septembre | F30, Claremont                | Dur                 | 15 000 $ | Karue Sell              | Martin Redlicki          | 64-7, 6-4, 6-3  |
| 18 septembre | F4, Alice Springs             | Dur                 | 25 000 $ | Maverick Banes          | Harry Bourchier          | 7-5, 7-65       |
| 18 septembre | F8, Niagara Falls             | Dur (int.)          | 25 000 $ | Samuel Monette          | Sam Barry                | 6-3, 7-64       |
| 18 septembre | F20, Plaisir                  | Dur (int.)          | 25 000 $ | Antoine Hoang           | Igor Sijsling            | 4-6, 6-3, 6-4   |
| 18 septembre | F30, Santa Margherita Di Pula | Terre battue        | 25 000 $ | Andrea Pellegrino       | Andrea Basso             | 6-4, 6-3        |
| 18 septembre | F6, Chimkent                  | Terre battue        | 25 000 $ | Enrique López-Pérez     | Tomislav Brkić           | 2-6, 6-4, 6-4   |
| 18 septembre | F30, Madrid                   | Terre battue (int.) | 25 000 $ | Corentin Moutet         | Guillermo Olaso          | 6-4, 6-1        |
| 18 septembre | F1, La Paz                    | Terre battue        | 15 000 $ | Juan Ignacio Galarza    | Gonzalo Escobar          | 6-6 ab.         |
| 18 septembre | F26, Charm el-Cheikh          | Dur                 | 15 000 $ | Tomáš Papík             | Patrik Néma              | 6-4, 5-7, 7-66  |
| 18 septembre | F5, Roehampton                | Dur                 | 15 000 $ | Tom Farquharson         | Michal Konečný           | 7-65, 6-2       |
| 18 septembre | F9, Coimbatore                | Dur                 | 15 000 $ | Sasi Kumar Mukund       | Arjun Kadhe              | 6-3, 6-4        |
| 18 septembre | F19, Castelo Branco           | Dur                 | 15 000 $ | Carlos Gómez-Herrera    | Frederico Gil            | 7-5, 6-1        |
| 18 septembre | F27, Hammamet                 | Terre battue        | 15 000 $ | Filippo Baldi           | Frederico Ferreira Silva | 6-0, 6-4        |
| 18 septembre | F35, Antalya                  | Terre battue        | 15 000 $ | Julien Cagnina          | Dragoș Dima              | 6-3, 6-3        |
| 18 septembre | F31, Laguna Niguel            | Dur                 | 15 000 $ | Ryan Shane              | Henry Craig              | 6-3, 6-3        |
| 25 septembre | F5, Brisbane                  | Dur                 | 25 000 $ | Bradley Mousley         | Benjamin Mitchell        | 6-3, 4-6, 6-2   |
| 25 septembre | F31, Santa Margherita Di Pula | Terre battue        | 25 000 $ | Lorenzo Sonego          | Javier Martí             | 6-1, 3-1 ab.    |
| 25 septembre | F7, Chimkent                  | Terre battue        | 25 000 $ | Attila Balázs           | Kimmer Coppejans         | 6-1, 6-2        |
| 25 septembre | F20, Oliveira de Azeméis      | Dur                 | 25 000 $ | Yannick Mertens         | Pedja Krstin             | 3-6, 7-65, 6-2  |
| 25 septembre | F31, Sabadell                 | Terre battue        | 25 000 $ | Sergio Gutiérrez Ferrol | Steven Diez              | 6-3, 7-65       |
| 25 septembre | F3, Jönköping                 | Dur (int.)          | 25 000 $ | Tallon Griekspoor       | Dzmitry Zhyrmont         | 7-65, 6-4       |
| 25 septembre | F2, Cochabamba                | Terre battue        | 15 000 $ | Hugo Dellien            | Felipe Mantilla          | 6-4, 6-2        |
| 25 septembre | F27, Charm el-Cheikh          | Dur                 | 15 000 $ | Youssef Hossam          | David Pérez Sanz         | 6-3, 6-4        |
| 25 septembre | F21, Forbach                  | Moquette (int.)     | 15 000 $ | Robin Kern              | Benjamin Hassan          | 4-6, 7-5, 6-1   |
| 25 septembre | F6, Barnstaple                | Dur (int.)          | 15 000 $ | Tom Farquharson         | Grégoire Barrère         | 7-5, 6-3        |
| 25 septembre | F28, Hammamet                 | Terre battue        | 15 000 $ | Baptiste Crepatte       | Samuel Bensoussan        | 7-65, 6-2       |
| 25 septembre | F36, Antalya                  | Terre battue        | 15 000 $ | Dennis Novak            | Mate Delić               | 6-3, 6-4        |
| 25 septembre | F32, Fountain Valley          | Dur                 | 15 000 $ | Ronnie Schneider        | Ryan Shane               | 5-7, 6-2, 7-61  |

### Octobre
| Date       | Lieu du tournoi               | Surface         | Dotation | Vainqueur                   | Finaliste              | Score           |
| ---------- | ----------------------------- | --------------- | -------- | --------------------------- | ---------------------- | --------------- |
| 2 octobre  | F6, Toowoomba                 | Dur             | 25 000 $ | Andrew Harris               | Jason Kubler           | 6-4, 6-0        |
| 2 octobre  | F22, Nevers                   | Dur (int.)      | 25 000 $ | Benjamin Bonzi              | Marek Jaloviec         | 6-2, 3-6, 7-5   |
| 2 octobre  | F32, Santa Margherita Di Pula | Terre battue    | 25 000 $ | Corentin Moutet             | Gianluca Di Nicola     | 6-1, 6-0        |
| 2 octobre  | F4, Falun                     | Dur (int.)      | 25 000 $ | Tallon Griekspoor           | Jürgen Zopp            | 6-4, 6-1        |
| 2 octobre  | F3, Santa Cruz de la Sierra   | Terre battue    | 15 000 $ | Hugo Dellien                | Juan Carlos Sáez       | 6-4, 6-2        |
| 2 octobre  | F28, Charm el-Cheikh          | Dur             | 15 000 $ | Viktor Durasovic            | Tomáš Papík            | 2-6, 6-3, 7-5   |
| 2 octobre  | F21, Idanha-a-Nova            | Dur             | 15 000 $ | João Monteiro               | Raphael Baltensperger  | 3-6, 6-4, 6-3   |
| 2 octobre  | F32, Melilla                  | Terre battue    | 15 000 $ | Steven Diez                 | Miguel Semmler         | 6-2, 6-0        |
| 2 octobre  | F7, Nonthaburi                | Dur             | 15 000 $ | Wishaya Trongcharoenchaikul | Nicholas Hu            | 6-2, 6-4        |
| 2 octobre  | F29, Hammamet                 | Terre battue    | 15 000 $ | Filippo Baldi               | Aziz Dougaz            | 5–7, 6–4, 6–3   |
| 2 octobre  | F37, Antalya                  | Terre battue    | 15 000 $ | Peter Torebko               | Mate Delić             | 6-2, 6-2        |
| 9 octobre  | F7, Cairns                    | Dur             | 25 000 $ | Dayne Kelly                 | Jason Kubler           | 6-3, 7-65       |
| 9 octobre  | F23, Saint-Dizier             | Dur (int.)      | 25 000 $ | Maxime Authom               | David Guez             | 7-64, 4-6, 6-3  |
| 9 octobre  | F33, Santa Margherita Di Pula | Terre battue    | 25 000 $ | Andrea Pellegrino           | Corentin Moutet        | 7-5, 2-6, 6-3   |
| 9 octobre  | F4, Lagos                     | Dur             | 25 000 $ | Pedja Krstin                | Stephan Fransen        | 6-2, 6-3        |
| 9 octobre  | F33, Houston                  | Dur             | 25 000 $ | Thai-Son Kwiatkowski        | Sebastian Korda        | 6-2, 6-2        |
| 9 octobre  | F29, Charm el-Cheikh          | Dur             | 15 000 $ | Thiemo de Bakker            | Gijs Brouwer           | 6-3, 7-63       |
| 9 octobre  | F14, Oberhaching              | Dur (int.)      | 15 000 $ | Robin Kern                  | Scott Griekspoor       | 6-3, 7-64       |
| 9 octobre  | F33, Riba-roja de Túria       | Terre battue    | 15 000 $ | Daniel Gimeno Traver        | Guillermo Olaso        | 6-3, 6-2        |
| 9 octobre  | F8, Nonthaburi                | Dur             | 15 000 $ | Max Purcell                 | Mārtiņš Podžus         | 67-7, 6-2, 7-64 |
| 9 octobre  | F30, Hammamet                 | Terre battue    | 15 000 $ | Patricio Heras              | Dante Gennaro          | 6-2, 6-1        |
| 9 octobre  | F38, Antalya                  | Terre battue    | 15 000 $ | Dmitry Popko                | Dimitar Kuzmanov       | 7-5, 3-6, 6-3   |
| 16 octobre | F24, Rodez                    | Dur (int.)      | 25 000 $ | Kamil Majchrzak             | Antoine Hoang          | 7-63, 2-6, 6-1  |
| 16 octobre | F34, Santa Margherita Di Pula | Terre battue    | 25 000 $ | Daniel Gimeno-Traver        | Andrea Basso           | 6-3, 6-4        |
| 16 octobre | F5, Lagos                     | Dur             | 25 000 $ | Pedja Krstin                | Johan Tatlot           | 6-2, 4-6, 6-3   |
| 16 octobre | F34, Harlingen                | Dur             | 25 000 $ | Jeffrey John Wolf           | Evan Zhu               | 61-7, 6-1, 6-2  |
| 16 octobre | F30, Charm el-Cheikh          | Dur             | 15 000 $ | Gijs Brouwer                | Jelle Sels             | 6-3, 6-4        |
| 16 octobre | F15, Bad Salzdetfurth         | Moquette (int.) | 15 000 $ | Marvin Möller               | Evgeny Karlovskiy      | 6–3, 5–7, 7–5   |
| 16 octobre | F13, Ashkelon                 | Dur             | 15 000 $ | Christopher Heyman          | Igor Smilansky         | 7-66, 4-6, 6-4  |
| 16 octobre | F1, Kuching                   | Dur             | 15 000 $ | Jurabek Karimov             | Evan Song              | 7-65, 6-2       |
| 16 octobre | F9, Pattaya                   | Dur (int.)      | 15 000 $ | Max Purcell                 | Wu Tung-lin            | 6-2, 6-2        |
| 16 octobre | F31, Hammamet                 | Terre battue    | 15 000 $ | Nino Serdarušić             | Steven Diez            | 6-3, 3-6, 6-4   |
| 16 octobre | F39, Antalya                  | Terre battue    | 15 000 $ | Jordi Samper-Montaña        | Thiago Seyboth Wild    | 0-6, 6-4, 6-4   |
| 23 octobre | F35, Santa Margherita Di Pula | Terre battue    | 25 000 $ | Federico Gaio               | Lorenzo Sonego         | 7-64, 2-6, 6-0  |
| 23 octobre | F7, Jablonec nad Nisou        | Moquette (int.) | 15 000 $ | Patrik Rikl                 | Lukáš Klein            | 6-4, 6-2        |
| 23 octobre | F31, Charm el-Cheikh          | Dur             | 15 000 $ | Pablo Vivero González       | Youssef Hossam         | 6–4, 3–6, 6–2   |
| 23 octobre | F2, Tartu                     | Moquette (int.) | 15 000 $ | Harri Heliövaara            | Zdeněk Kolář           | 6-3, 7-5        |
| 23 octobre | F16, Hambourg                 | Dur (int.)      | 15 000 $ | Daniel Masur                | Daniel Altmaier        | 6-3, 3-6, 6-3   |
| 23 octobre | F6, Héraklion                 | Dur             | 15 000 $ | Tallon Griekspoor           | Matteo Viola           | 7-64, 6-4       |
| 23 octobre | F14, Kiryat Gat               | Dur             | 15 000 $ | Christopher Heyman          | Matías Franco Descotte | 6-3, 65-7, 6-2  |
| 23 octobre | F2, Kuala Lumpur              | Dur             | 15 000 $ | Scott Griekspoor            | Jurabek Karimov        | 6-3, 6-2        |
| 23 octobre | F32, Hammamet                 | Terre battue    | 15 000 $ | Alexandre Müller            | Guillermo Olaso        | 4-6, 6-3, 6-3   |
| 23 octobre | F40, Antalya                  | Terre battue    | 15 000 $ | Javier Martí                | Ivan Nedelko           | 6-4, 3-6, 6-1   |
| 30 octobre | F15, Meitar                   | Dur             | 25 000 $ | Yannick Jankovits           | Yannick Mertens        | 7-5, 7-66       |
| 30 octobre | F36, Santa Margherita Di Pula | Terre battue    | 25 000 $ | Tomislav Brkić              | Lorenzo Sonego         | 7-5, 6-4        |
| 30 octobre | F8, Opava                     | Dur (int.)      | 15 000 $ | Marek Jaloviec              | Petr Michnev           | 4–6, 7–5, 6–3   |
| 30 octobre | F32, Charm el-Cheikh          | Dur             | 15 000 $ | Paweł Ciaś                  | Ryan Nijboer           | 6-3, 6-4        |
| 30 octobre | F3, Tallinn                   | Dur (int.)      | 15 000 $ | Evgeny Tyurnev              | Evgeny Karlovskiy      | 7-64, 6-3       |
| 30 octobre | F7, Héraklion                 | Dur             | 15 000 $ | Andrés Artuñedo             | Matthias Haim          | 6-2, 6-3        |
| 30 octobre | F1, Meshref                   | Dur             | 15 000 $ | Maximilian Neuchrist        | Alessandro Bega        | 7-64, 6-3       |
| 30 octobre | F3, Kuala Lumpur              | Dur             | 15 000 $ | Scott Griekspoor            | Borna Gojo             | 6-4, 6-2        |
| 30 octobre | F4, Casablanca                | Terre battue    | 15 000 $ | Laurynas Grigelis           | Lamine Ouahab          | 4–6, 6–2, 7–5   |
| 30 octobre | F33, Hammamet                 | Terre battue    | 15 000 $ | João Monteiro               | Samuel Bensoussan      | 7-67, 6-3       |
| 30 octobre | F41, Antalya                  | Terre battue    | 15 000 $ | Kimmer Coppejans            | Davide Galoppini       | 6-0, 6-0        |
| 30 octobre | F35, Birmingham               | Terre battue    | 15 000 $ | Roberto Cid Subervi         | Fabrizio Ornago        | 4-6, 6-3, 6-1   |

### Novembre
| Date        | Lieu du tournoi        | Surface      | Dotation | Vainqueur             | Finaliste                | Score               |
| ----------- | ---------------------- | ------------ | -------- | --------------------- | ------------------------ | ------------------- |
| 6 novembre  | F8, Corrientes         | Terre battue | 15 000 $ | Daniel Dutra da Silva | Agustín Velotti          | 6-4, 7-63           |
| 6 novembre  | F9, Milovice           | Dur (int.)   | 15 000 $ | Marek Jaloviec        | Jan Šátral               | 6-3, 6-4            |
| 6 novembre  | F33, Charm el-Cheikh   | Dur          | 15 000 $ | Viktor Durasovic      | Pablo Vivero González    | 64-7, 6-4, 6-4      |
| 6 novembre  | F4, Pärnu              | Dur (int.)   | 15 000 $ | Denys Mylokostov      | Evgeny Tyurnev           | 7-65, 6-0           |
| 6 novembre  | F8, Héraklion          | Dur          | 15 000 $ | Tallon Griekspoor     | Carlos Gómez-Herrera     | 6-4, 6-2            |
| 6 novembre  | F2, Meshref            | Dur          | 15 000 $ | Maximilian Neuchrist  | Kristian Lozan           | 7-65, 6-1           |
| 6 novembre  | F5, Béni Mellal        | Terre battue | 15 000 $ | Laurynas Grigelis     | Bernabé Zapata Miralles  | 6-1, 6-2            |
| 6 novembre  | F34, Hammamet          | Terre battue | 15 000 $ | Nino Serdarušić       | Eduard Esteve Lobato     | 6–4, 5–7, 6–2       |
| 6 novembre  | F42, Antalya           | Terre battue | 15 000 $ | Thiago Seyboth Wild   | Riccardo Bonadio         | 6–4, 6–4            |
| 6 novembre  | F36, Niceville         | Terre battue | 15 000 $ | Patrick Kypson        | Sekou Bangoura           | 7–5, 5–7, 6–1       |
| 6 novembre  | F1, Thủ Dầu Một        | Dur          | 15 000 $ | Enzo Couacaud         | Daniiar Duldaev          | 6-1, 6-1            |
| 13 novembre | F4, Helsinki           | Dur (int.)   | 25 000 $ | Emil Ruusuvuori       | Evgeny Karlovskiy        | 4-6, 6-0, 6-1       |
| 13 novembre | F9, Santa Fe           | Terre battue | 15 000 $ | Martín Cuevas         | Gerónimo Espín Busleiman | 6-1, 6-0            |
| 13 novembre | F2, Santos             | Terre battue | 15 000 $ | Rafael Matos          | Wilson Leite             | 6–2, 3–6, 6–3       |
| 13 novembre | F10, Říčany            | Dur (int.)   | 15 000 $ | Marek Jaloviec        | Marvin Möller            | 7-64, 6-2           |
| 13 novembre | F34, Charm el-Cheikh   | Dur          | 15 000 $ | Roman Safiullin       | Cem İlkel                | 7-5, 7-63           |
| 13 novembre | F9, Héraklion          | Dur          | 15 000 $ | Carlos Gómez-Herrera  | Jakob Sude               | 7-63, 6-1           |
| 13 novembre | F3, Meshref            | Dur          | 15 000 $ | Maximilian Neuchrist  | Baptiste Crepatte        | 7-5, 6-4            |
| 13 novembre | F5, Campeche           | Dur          | 15 000 $ | Evan Song             | Manuel Sánchez           | 6-2, 6-2            |
| 13 novembre | F6, Agadir             | Terre battue | 15 000 $ | Ivan Gakhov           | Pol Toledo Bagué         | 7-65, 7-5           |
| 13 novembre | F35, Hammamet          | Terre battue | 15 000 $ | Nikola Čačić          | Carlos Boluda-Purkiss    | 6-1, 6-2            |
| 13 novembre | F43, Antalya           | Terre battue | 15 000 $ | Laurent Rochette      | Riccardo Bonadio         | 7-63, 1-0 ab.       |
| 13 novembre | F37, Pensacola         | Terre battue | 15 000 $ | Emilio Gómez          | Ulises Blanch            | 3-6, 7-5, 6-1       |
| 13 novembre | F2, Thủ Dầu Một        | Dur          | 15 000 $ | Jonathan Gray         | Lý Hoàng Nam             | 7-64, 6-3           |
| 20 novembre | F7, Jakarta            | Dur          | 25 000 $ | Renta Tokuda          | Alexei Popyrin           | 64-7, 6-2, 7-5      |
| 20 novembre | F38, Columbus          | Dur (int.)   | 25 000 $ | Alexander Ward        | Luke Bambridge           | 6-4, 6-4            |
| 20 novembre | F10, Villa del Dique   | Terre battue | 15 000 $ | Juan Ignacio Galarza  | Tomás Lipovsek Puches    | 6-4, 6-4            |
| 20 novembre | F3, São Paulo          | Terre battue | 15 000 $ | José Pereira          | Bernardo Saraiva         | 6-4, 6-3            |
| 20 novembre | F1, Curicó             | Terre battue | 15 000 $ | Mariano Kestelboim    | Gonzalo Lama             | 7-611, 3-6, 2-0 ab. |
| 20 novembre | F11, Prague            | Dur (int.)   | 15 000 $ | Pavel Kotov           | Dan Added                | 6-0, 7-5            |
| 20 novembre | F35, Charm el-Cheikh   | Dur          | 15 000 $ | Romain Barbosa        | Wilfredo González        | 6-3, 6-2            |
| 20 novembre | F10, Héraklion         | Dur          | 15 000 $ | Yannick Jankovits     | Yaraslav Shyla           | 6-1, 7-5            |
| 20 novembre | F6, Monterrey          | Dur          | 15 000 $ | Mick Lescure          | Florian Lakat            | 6-1, 6-2            |
| 20 novembre | F1, Stellenbosch       | Dur          | 15 000 $ | Nicolaas Scholtz      | Leny Mitjana             | 6-4, 6-4            |
| 20 novembre | F36, Hammamet          | Terre battue | 15 000 $ | Oriol Roca Batalla    | Nino Serdarušić          | 6-4, 6-1            |
| 20 novembre | F44, Antalya           | Terre battue | 15 000 $ | Pavel Nejedlý         | Aleksandar Lazov         | 3–6, 6–2, 6–4       |
| 20 novembre | F3, Thủ Dầu Một        | Dur          | 15 000 $ | Arjun Kadhe           | Andrew Harris            | 7-5, 6-3            |
| 27 novembre | F8, Jakarta            | Dur          | 25 000 $ | Lee Duck-hee          | Prajnesh Gunneswaran     | 6-3, 4-6, 7-66      |
| 27 novembre | F39, Waco              | Dur (int.)   | 25 000 $ | Alexander Ward        | Danny Thomas             | 6-1, 6-1            |
| 27 novembre | F11, Mendoza           | Terre battue | 15 000 $ | Martín Cuevas         | Hernán Casanova          | 6-4, 6-2            |
| 27 novembre | F4, São Carlos         | Terre battue | 15 000 $ | Christian Lindell     | João Souza               | 7-610, 7-67         |
| 27 novembre | F2, Talca              | Terre battue | 15 000 $ | Juan Carlos Sáez      | Fabrizio Ornago          | 6-4, 6-2            |
| 27 novembre | F12, Prague            | Dur (int.)   | 15 000 $ | Constant Lestienne    | Petr Michnev             | 6-3, 6-3            |
| 27 novembre | F1, Santo Domingo Este | Dur          | 15 000 $ | Roberto Quiroz        | Roberto Cid Subervi      | 6-4, 6-4            |
| 27 novembre | F36, Le Caire          | Terre battue | 15 000 $ | Enrique López-Pérez   | Mario Vilella Martínez   | 6-4, 6-3            |
| 27 novembre | F16, Ramat Ha-Sharon   | Dur          | 15 000 $ | Yannick Mertens       | Edan Leshem              | 7-64, 6-3           |
| 27 novembre | F7, Metepec            | Dur          | 15 000 $ | Marc-Andrea Hüsler    | Gonzalo Escobar          | 6-3, 6-4            |
| 27 novembre | F2, Stellenbosch       | Dur          | 15 000 $ | Lény Mitjana          | Takanyi Garanganga       | 6-2, 6-4            |
| 27 novembre | F10, Hua Hin           | Dur          | 15 000 $ | Alexey Vatutin        | Rubin Statham            | 6-4, 6-4            |
| 27 novembre | F37, Hammamet          | Terre battue | 15 000 $ | Gonçalo Oliveira      | Raul Brancaccio          | 6-3, 6-2            |
| 27 novembre | F45, Antalya           | Terre battue | 15 000 $ | Lenny Hampel          | Cem İlkel                | 7-5, 4-6, 6-3       |

### Décembre
| Date        | Lieu du tournoi        | Surface      | Dotation | Vainqueur                  | Finaliste                | Score              |
| ----------- | ---------------------- | ------------ | -------- | -------------------------- | ------------------------ | ------------------ |
| 4 décembre  | F40, Tallahassee       | Dur (int.)   | 25 000 $ | Ryan Shane                 | Kaichi Uchida            | 7-63, 6-1          |
| 4 décembre  | F12, San Juan          | Terre battue | 15 000 $ | Martín Cuevas              | Juan Ignacio Galarza     | 6-3, 62-7, 6-4     |
| 4 décembre  | F3, Antofagasta        | Terre battue | 15 000 $ | Marcelo Tomás Barrios Vera | Alejandro Tabilo         | 5-7, 7-65, 6-2     |
| 4 décembre  | F2, Santo Domingo Este | Dur          | 15 000 $ | Roberto Cid Subervi        | José Hernández-Fernández | 6-3, 6-2           |
| 4 décembre  | F37, Le Caire          | Terre battue | 15 000 $ | Enrique López-Pérez        | Mario Vilella Martínez   | 6-4, 6-2           |
| 4 décembre  | F17, Tibériade         | Dur          | 15 000 $ | Scott Griekspoor           | Igor Smilansky           | 6-2, 6-2           |
| 4 décembre  | F8, Cancún             | Dur          | 15 000 $ | Lucas Catarina             | Gonzalo Escobar          | 6-4, 7-62          |
| 4 décembre  | F1, Islamabad          | Terre battue | 15 000 $ | Ivan Nedelko               | Pere Riba                | 6-3, 6-4           |
| 4 décembre  | F3, Doha               | Dur          | 15 000 $ | Roberto Ortega Olmedo      | Markus Eriksson          | 4-6, 6-3, 6-1      |
| 4 décembre  | F4, Stellenbosch       | Dur          | 15 000 $ | Nicolaas Scholtz           | Lény Mitjana             | 3-6, 6-1, 7-62     |
| 4 décembre  | F11, Hua Hin           | Dur          | 15 000 $ | Renta Tokuda               | Frederik Nielsen         | 6-2, 6-4           |
| 4 décembre  | F38, Hammamet          | Terre battue | 15 000 $ | Gonçalo Oliveira           | Dejan Katić              | 7-65, 3-6, 6-3     |
| 4 décembre  | F46, Antalya           | Terre battue | 15 000 $ | Tomislav Brkić             | Nikola Čačić             | 7-62, 2-6, 7-67    |
| 11 décembre | F3, Santo Domingo Este | Dur          | 15 000 $ | José Hernández-Fernández   | Alejandro Gómez          | 6-0, 66-7, 6-2     |
| 11 décembre | F38, Le Caire          | Terre battue | 15 000 $ | Mario Vilella Martínez     | Ronald Slobodchikov      | 6-4, 7-65          |
| 11 décembre | F18, Sajur             | Dur          | 15 000 $ | Yshai Oliel                | Tom Jomby                | 7-66, 6-2          |
| 11 décembre | F2, Islamabad          | Terre battue | 15 000 $ | Enrique López-Pérez        | Ivan Nedelko             | 7-61, 6-1          |
| 11 décembre | F1, Lima               | Terre battue | 15 000 $ | Daniel Elahi Galán         | Nicolás Álvarez          | 7-5, 6-3           |
| 11 décembre | F5, Doha               | Dur          | 15 000 $ | Aslan Karatsev             | Benjamin Hassan          | 6-4, 6-0           |
| 11 décembre | F12, Hua Hin           | Dur          | 15 000 $ | Kim Cheong-eui             | Renta Tokuda             | 4-6, 7-61, 4-3 ab. |
| 11 décembre | F39, Hammamet          | Terre battue | 15 000 $ | Miljan Zekić               | Gonçalo Oliveira         | 4-1 ab.            |
| 11 décembre | F47, Antalya           | Terre battue | 15 000 $ | Tak Khunn Wang             | Antonio Massara          | 6-2, 6-0           |
| 18 décembre | F4, Hong Kong          | Dur          | 15 000 $ | Kim Cheong-eui             | Daniel Altmaier          | 6-3, 3-6, 7-5      |
| 18 décembre | F3, Islamabad          | Terre battue | 15 000 $ | Ivan Nedelko               | Enrique López-Pérez      | 6-4, 7-64          |
| 18 décembre | F2, Lima               | Terre battue | 15 000 $ | Matías Zukas               | Oscar José Gutierrez     | 6-4, 6-2           |
| 18 décembre | F6, Doha               | Dur          | 15 000 $ | Alexey Vatutin             | Benjamin Hassan          | 6-1, 7-5           |
| 18 décembre | F40, Hammamet          | Terre battue | 15 000 $ | Miljan Zekić               | Aziz Dougaz              | 6-3, 6-2           |
| 18 décembre | F48, Antalya           | Terre battue | 15 000 $ | Cristian Rodríguez         | Dante Gennaro            | 6-2, 6-2           |
| 25 décembre | F5, Hong Kong          | Dur          | 15 000 $ | Corentin Denolly           | Alexander Zhurbin        | 7-65, 63-7, 6-3    |